# Миронівка
Миро́нівка — місто в Україні, центр Миронівської громади Обухівського району Київської області. Колишній районний центр Київської області. Лежить в долині річки Росави. Відстань до Києва — 106 км. Населення становить 11 964 особи.
До 2018 року Миронівській міській раді підпорядкувалися два населені пункти, а саме місто Миронівка і село Нова Олександрівка.

## Назва
Місто було засновано в першій половині XVII століття. Початок йому поклав хутір козака з Полтавщини Мирона Зеленого. З його іменем і пов'язана назва спочатку села, селища, а потім й міста.

Відомий краєзнавець Лаврентій Похилевич у своїй книзі «Сказання о населённых местностях Киевской губернии», виданій у 1864 році, пише:
Село Мироновка получило название по имени осадчого (осадчий — перший поселенець) Мирона Зеленого вольного козака из м. Великих Полог Полтавской губернии. Здесь и в с. Зеленьки, по преданию были основанные им хутора. Село состоит из семи кутков или частей — собственно Мироновка, где церковь; Соломаховка, Небытовка, Слобода, Околотовка, Шафрановка, Розмариновка…

## Географія
У Миронівці нараховується понад 100 вулиць, а також 15 провулків та 1 проїзд.

### Місцевості
- Дригівка.
- Нібитівка — частина вулиці Михайлівської від вул. Бузницького до її повороту на вул. Гагаріна, неподалік АЗС «Авіас—плюс». В офіційних документах 1931 року тодішньої сільської ради цей куток називали Небитівкою. Заснувала його родина чи то Нібитів, чи то Небитів. Можливо, назву главі родини першопоселенців дали вправні на язик сільські гумористи, адже «небитий» означає недосвідчену, не навчену життям людину. Або ж глава родини пересипав свою мову сполученням «ніби», «нібито».
- Околотівка — сучасна вулиця Яблунева. Куток названий так тому, що там споконвіку мешкали Околоти. В українській мові околот — сніп з житньої або ж іншої соломи, обмолочений нерозв'язаним або перев'язаним після обмолоту. Говорили ще «околотити хату», тобто обставити її снопами з околоту. Без сумніву, якраз від цього і пішло прізвисько Околота, родина якого і заснувала цей куток.
- Соломахівка — сучасна вулиця Героїв Небесної Сотні. Він отримав назву від старовинної української страви соломаха, або ж саламаха — це рідка страва, приготовлена із завареного на воді борошна, переважно гречаного. Більш за все, Соломахою звали першопоселення цього кутка.
- Шафранівка — частина вулиці Благовіщенської (з непарного боку) між вулицею Захарченка та провулками Марії Лисенко і Канівським. Безперечно, ця назва пішла від багаторічної трав'янистої рослини з родини півникових переважно з оранжево-жовтими квітами. Так називали і висушені приймочки квітів цієї рослини, що використовувалися для виготовлення оранжево-жовтих фарб, прянощів, ліків тощо. Інколи на Шафранівку кажуть Шапранівка. Але це те ж саме, бо згадану рослину називають також і шапранівкою. Цей куток розташовувався у чудовій місцевості над річкою, де густо зростав шафран. А, може, родини, які жили там, займалися виготовленням фарб із шафрану та заробляли на життя фарбуванням полотна.

### Клімат
| Клімат Миронівка                    | Клімат Миронівка | Клімат Миронівка | Клімат Миронівка | Клімат Миронівка | Клімат Миронівка | Клімат Миронівка | Клімат Миронівка | Клімат Миронівка | Клімат Миронівка | Клімат Миронівка | Клімат Миронівка | Клімат Миронівка | Клімат Миронівка |
| Показник                            | Січ.             | Лют.             | Бер.             | Квіт.            | Трав.            | Черв.            | Лип.             | Серп.            | Вер.             | Жовт.            | Лист.            | Груд.            | Рік              |
| Абсолютний максимум, °C             | 19,4             | 17,0             | 22,5             | 30,5             | 33,4             | 35,5             | 37,7             | 39,6             | 37,2             | 29,0             | 20,6             | 12,0             | 39,6             |
| Середній максимум, °C               | −1,5             | −0,4             | 5,7              | 14,5             | 21,4             | 24,3             | 26,6             | 26,0             | 20,3             | 12,8             | 5,1              | 0,4              | 12,9             |
| Середня температура, °C             | −4,1             | −3,5             | 1,9              | 9,5              | 15,6             | 18,7             | 20,8             | 19,9             | 14,8             | 8,4              | 2,5              | −2,1             | 8,5              |
| Середній мінімум, °C                | −6,7             | −6,5             | −1,9             | 4,4              | 9,7              | 13,0             | 14,9             | 13,8             | 9,3              | 4,0              | −0,2             | −4,6             | 4,1              |
| Абсолютний мінімум, °C              | −28,3            | −30,7            | −25,1            | −6,6             | −2,4             | −18,3            | 7,1              | 3,7              | −3,2             | −8,5             | −22,3            | −28,1            | −30,7            |
| ----------------------------------- | ---------------- | ---------------- | ---------------- | ---------------- | ---------------- | ---------------- | ---------------- | ---------------- | ---------------- | ---------------- | ---------------- | ---------------- | ---------------- |
| Джерело: Клімат та погода Миронівка |                  |                  |                  |                  |                  |                  |                  |                  |                  |                  |                  |                  |                  |

## Населення
За даними всеукраїнського перепису населення 2001 року у Миронівці мешкало 13253 особи.

### Національний склад
Розподіл населення за національністю за даними перепису 2001 року:
| Національність  | Відсоток |
| --------------- | -------- |
| українці        | 95,33%   |
| росіяни         | 3,65%    |
| білоруси        | 0,35%    |
| вірмени         | 0,18%    |
| інші/не вказали | 0,49%    |

### Мова
Розподіл населення за рідною мовою за даними перепису 2001 року був наступним:
| українська | 12756 | 96,25 |
| російська  | 451   | 3,4   |
| інші       | 15    | 0,11  |
| білоруська | 12    | 0,09  |
| вірменська | 12    | 0,09  |
| молдовська | 4     | 0,03  |
| німецька   | 3     | 0,03  |

## Історія

### Перші згадки про поселення
Поблизу міста розкопано кургани бронзової доби (II тис. до н. е.), вісім курганів кочівників XI—XII століть, у яких знайдено кістяки людей та коней, залізні вудила, стремена та різні прикраси. На околиці Миронівки виявлено глиняний посуд, бронзове дзеркало скіфського часу, грецьку посудину VI—IV століття до н. е., а також скарб ювелірних речей XI—XII століття, що складається з срібних гривень, браслетів, ланцюжків та намиста.

### Доба козаччини
Мешканці Миронівки брали активну участь у визвольній війні 1648—1654 років. Чимало їх влилося до загонів Івана Богуна та Максима Кривоноса. У липні 1648 року, поблизу тодішнього хутора, на березі Росави розташувався військовий табір гетьмана Богдана Хмельницького. Саме тут 24 лютого 1649 року Хмельницький провів перемовини з посланцями польського короля. Після поразок під Берестечком 1651 року та у червні 1654 року Миронівка та сусідні села знову стали місцем зосередження сил для боротьби проти ворога. Звідси 2 червня 1654 року Богдан Хмельницький писав лист російському цареві Олексію Михайловичу та просив військової допомоги: «О сем паки и паки радуемся…».
Миронівка, після введення гетьманом полкового адміністративного поділу, входила до складу Канівського полку. Після смерті Богдана Хмельницького у 1657 році в Україні почалася жорстока боротьба за владу, військові напади шляхетської Польщі з метою загарбання держави. Не припинялися повстання проти польського панування, своїх старшин та російського царату.
У 1654—1667 роках відбулася війна Московії з Річчю Посполитою, яка завершилася укладенням Андрусівського перемир'я між Річчю Посполитою та Московською державою, за умовами якого Правобережна Україна, у тому числі й Південна Київщина, залишилася у складі Речі Посполитої, а Правобережна Україна з Києвом та його околицями — до Московії. 6 травня 1686 року на основі Андрусівського перемир'я був укладений мирний договір між Річчю Посполитою та Московією, за яким Південна Київщина мала стати нейтральною територією між сторонами конфлікту. Уряд Речі Посполитої обіцяв надати православним свободу віросповідання, а російський уряд обіцяв їх захищати.
Але народ не припиняв боротьби проти шляхти. На початку XVIII століття повстали козаки та селяни. Козацько-селянські загони, очолювані полковником богуславським Самійлом Самусем знищували польські залоги, а пізніше присягнули на вірність російському цареві.
У 1711 році укладено мирну угоду, за умовами якої Київщина знов опинилася у складі Речі Посполитої. До Миронівки та інших міст, містечок, сіл краю знов повернулася польська шляхта, яка значно посилила утиски українського селянства.  Таким чином Миронівка знов увійшла до складу Богуславського староства.
У 1765 році польська влада провела на землях Київщини люстрацію, метою якої було встановлення складу податного населення, його грошових та натуральних повинностей, доходів королівських економій. Тоді Миронівка вже описується, як село, де було 87 дворів, 75 з них сплачували щорічно 1024 злотих різноманітних податків.
Особливо важким був національний та релігійний гніт. Так, за ухвалою польського Сейму 1696 року, все судочинство велося лише польською мовою. Примусово насаджувалося уніатство та католицизм. У 1699 році польський Сейм ухвалив рішення про ліквідацію правобережного козацтва в межах Київського та Брацлавського воєводств. Тоді наказний гетьман правобережних козаків Самійло Самусь був позбавлений гетьманства та оселився у Богуславі. 1702 року представники української шляхти, козаків, міщан та духівництва ухвалили на нараді у Фастові підняти антипольське повстання. У червні того ж року повстання Палія розпочалося збройними виступами на Поділлі та Брацлавщині й невдовзі охопило Київщину та Волинь. Активну участь у цьому повстанні брали також й козаки з Миронівки.
У часи Коліївщини, навесні 1768 року, на Фастів через село проходили загони на чолі з гайдамацькими ватажками Микитою Швачкою та Андрієм Журбою.
За наступні чверть століття кількість селянських дворів зменшилась до 83, проте непомірно зросли феодальні повинності. За інвентарем Богуславського староства 1789 року мешканці Миронівки на той час сплачували 6544 злотих різноманітних податків.

### Під владою Царської Росії
Наприкінці XVIII століття Миронівка перейшла у власність графів Браницьких. Після інвентарної реформи селяни втратили понад 20 % найкращих сіножатей і польових наділів, тому почастішали виступи проти інвентарів, самовільно розорювали межі, захоплювали відібрані у них сіножаті та інші землі. Напередодні селянської реформи 1861 року в Миронівці налічувався 331 селянський двір, у тому числі 167 дворів піших, 142 — городників та 22 — тяглих, селяни користувалися 1608,5 десятинами землі, але вона розподілялася нерівномірно. Тяглі мали в середньому по 12 десятин на двір, піші — майже вполовину менше, а городники володіли клаптиками землі значно менше десятини. Причому за одну десятину польового наділу селяни платили щорічно панові чинш у розмірі 5 руб. 10 коп. сріблом або відбували панщину — 20 чоловічих днів з двору. Руками кріпаків лише протягом 1845—1850 років збудовано декілька млинів на річках Бутеня та Росава, великі греблі, винокурню, цегельню, а 1858 року — цукровий завод.
Боротьба селян за відміну кріпосного права тривала і під час Київської козаччини 1855 року. Одним з організаторів виступу тут був відставний солдат Ю. Лисогоренко, котрий (навіть після приходу війська) провадив серед миронівчан агітацію, спрямовану проти пана та місцевої влади. В результаті проведення реформи 1861-го селяни одержали 2091 десятину землі, ще й найгіршої, за яку мали сплатити 45025 рублів. Також вони були позбавлені права користуватися лісом, полювати звіра, ловити рибу у навколишніх річках та ставках і навіть збирати у лісі хмиз. Невдоволені грабіжницькою реформою, вони відмовлялися платити викуп за землю. У березні 1866 року селяни відмовилися від викупу 160 десятин непридатної землі та відклали на 2 роки викуп за надільні землі. Частина селян, переважно з числа городників, відмовилася від земельних наділів та у пошуках засобів існування залишила село.
У 1863 році Миронівка стала волосним центром, де налічувалося 1865 мешканців. У 1869 році Браницькі продали свої землі разом із цукровим заводом удільному відомству. На заводі тоді працювало 550 робітників, переважна більшість з них — поденно, а також було багато жінок та дітей. Прокладена у 1876 році залізнична колія від Фастова через Миронівку сприяла економічному зростанню села як значного центра торгівлі хлібом, цукром, крупою. Тут було збудовано декілька водяних млинів та вітряків, великі цегляні склади для збіжжя.
1895 року у Миронівці разом із присілком біля залізничної станції налічувалося понад 360 дворів, де мешкало 3442 особи. На 1900 рік з 3521 десятини землі 1166 належало удільному відомству, 40 — церкві і лише 2615 десятин селянам. Використовуючи дешеву робочу силу, товариство цукрозаводчиків, що придбало завод, швидко розбудовувало підприємство. Прокладення залізниці суттєво здешевило перевезення цукру до Києва, покращило постачання палива. Наприкінці 1890-х років на заводі щорічно перероблялось 154 тисяч берковців буряків, а підприємство виробляло продукції на 580 000 рублів. У 1899 році. тут працювало 625 робітників, із них 579 — місцеві. У 1900 році розпочалося переобладнання заводу, з'явилося електроосвітлення, а 1906 року — проклали залізничну лінію від станції до заводу. Після реконструкції на підприємстві, яке переробляло на добу близько 500 тонн буряків, зменшилася чисельність працівників — до 350—420 осіб, що працювали у надскладних умовах. Робочий день тривав 12—14 годин на добу. Власники заводу не дбали про техніку безпеки посилюючи експлуатацію робітників, більшість яких мешкала у темних бараках, де спали на нарах по декілька осіб на одних. Лікарня з одним лікарем і фельдшером містилась у трьох сирих кімнатах і, навіть за визначенням фабричного інспектора, «мала занехаяний вигляд».
У церковнопарафіяльній школі Миронівки 1861 року навчалося всього 30 учнів, а єдиним учителем був піп. У 1869 році почала працювати двокласна земська школа, де навчалося близько 100 учнів та викладало 5 вчителів, а 1876 року відкрили однокласне народне училище, яке відвідували 70 учнів. Земське двокласне училище заснували лише 1909 року. При цукровому заводі існував клуб, при якому працював драматичний гурток. де у 1910—1912 роках в спектаклях виступав Антін Хорошун.

### Початок XX століття
Миронівчани активно відгукнулися на революційні події 1905 року. 2 грудня на заклик місцевого жителя Макара Собка робітники заводу припинили роботу. Поліція була неспроможною зірвати мітинг. Викликані драгуни заарештували підбурювачів, але нова зміна робітників відмовилася працювати. Страйкарі вимагали підвищення зарплатні у 1,5 рази, добивалися права обирати старосту й робітничих депутатів, свободи робітничих зборів, заборони звільняти робітників без згоди делегатів, припинення арештів робітників, запровадження восьмигодинного робочого дня. Страйк тривав до 12 грудня. Керівниками його були син Макара Собка — слюсар Михайло, робітники Г. Дрига та К. Шкляренко. Адміністрація погодилася на вибори робітниками старости й депутатів, збільшила на 50 % зарплатню та навіть погодилася за час страйку виплатити кожному робітникові по 500 карбованців. Але за декілька днів на завод прибув каральний загін, керівники страйку були заарештовані. У К. Шкляренка під час обшуку знайшли нелегальну літературу, у робітника І. Ламазова — зброю.
На початку лютого 1906 року мала місце спроба організувати страйк залізничників, але жандарми заарештували «підбурювача», ним виявився робітник М. Хуторний. У березні 1907 року урядник доповідав керівництву, що ним знайдено прокламації та закодований лист, з якого видно, що підпільники Миронівки отримують великі партії прокламацій для розповсюдження. Серед знайдених «антиурядових матеріалів» було 17 брошур та листівок. Наприкінці квітня влада направила до Миронівки та навколишніх сіл, де «відчувався неспокій», каральний загін, яким були проведені нові арешти.
Після придушення революції 1905—1907 років власники цукрового заводу посилили експлуатацію. 1913 років завод виробив 423 тисяч пудів цукру. Восени 1911 року Всеросійське товариство цукрозаводчиків організувало у Миронівці науково-дослідну селекційну станцію. Спочатку вона мала ділянку землі у 110 гектарів, де проводилися досліди щодо впливу на підвищення врожайності й цукровості буряків. Почалася робота і з селекції цукрових буряків, озимої пшениці та вівса.
Частина місцевих робітників працювала на будівництві дороги, що мала з'єднати Миронівку з волосним центром — Козин, якому було підпорядковано село, й далі до Канева. Але дорогу, будівництво якої розпочали у 1912 році, так і не проклали. На той час на 506 господарств села припадало всього 1609 десятин землі, та й вона все більше зосереджувалась у заможних. 60 господарств не мали землі, 333 — мали до 5 десятин, а 12 — понад 10 десятин.
З початком першої світової війни населення Миронівки зменшилося внаслідок мобілізації майже на третину. Голод і холод лютував у сім'ях миронівчан. Біля заводу збирався натовп людей, що вимагав роботи і хліба.
Під тиском селянства Канівський повітовий земельний комітет у вересні прийняв постанову про передачу селянам землі, яка до того часу була у приватній власності та до 1 жовтня 1917 року не була зорана. У телеграмі губернському комісару Тимчасового уряду місцева влада повідомляла, що «у багатьох економіях селяни, посилаючись на цю постанову, перешкоджають оранці. Самочинні дії загрожують розростися у великі аграрні заворушення».

### Радянська влада (1921—1941)
Навесні 1921 року сільська рада виділила землю під плантацію буряків для заводу, виділила селянам 113 наділів присадибної землі.
Розпочала роботу Миронівська науково-дослідна селекційна станція, яка зайнялася виведенням нових високоврожайних сортів цукрових буряків, пшениці та інших культур.
У 1923 році селище Миронівка стала районним центром, до складу якого увійшли землі, що до того були в межах колишніх Козинської та Караписької волостей. Провадилися роботи щодо розвитку залізничного вузла, будувалися нові колії, депо тощо. Того ж року здано в експлуатацію залізничну колію Миронівка — Кагарлик. Значущість вузла збільшилася після відкриття 1938 року залізничної лінії Миронівка — Канів.
Разом зі зростанням прибутків цукрового заводу зміцнювався радгосп. У 1932 році він мав 2367 гектарів землі. Врожай зернових у 1933 році становив 15—16 центнерів із гектару, а насіння цукрових буряків 8—10 центнерів. У відділку «Вербова» було створено тваринницьку ферму на 100 голів.
1931 року було створено Миронівську МТС, яка спочатку мала 26 тракторів, 4 комбайни, 10 сівалок. Машинно-тракторна станція розширювалася, зокрема, було організовано та обладнано ремонтну майстерню, яка у 1938 році стала окремим ремонтним міжрайонним підприємством. На курсах готувалися кваліфіковані механізатори, які переймали досвід ударників області.
Велику допомогу колгоспам надавала Миронівська науково-дослідна селекційна станція. У 1924 році тут виведено новий сорт пшениці — «Українка», а у 1925 року вчені станції передали «Українку» на державне сортовипробування.

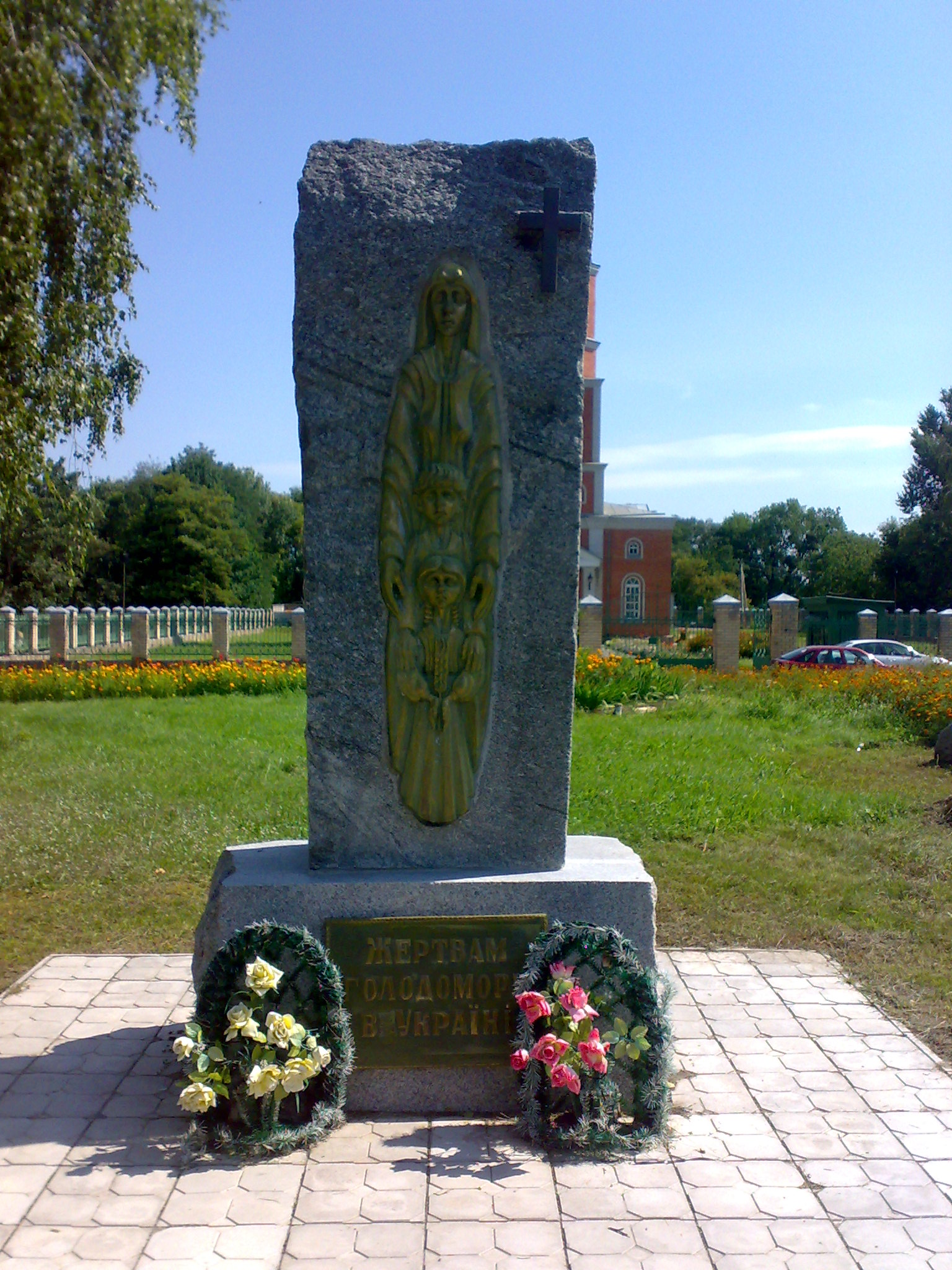
Пам'ятник жертвам Голодомору 1932—1933 років

На початку 1930-х років було створено два колгоспи — імені Сталіна та «Більшовик». Для виконання державного плану хлібозаготівель із колективних господарств вимітались навіть фуражні і посівні фонди. Розкуркулення мали вигляд погромів. Після багаторазових «відвідин» штурмових бригад у селян не залишалося в особистому користуванні ані житла, ані землі, ані худоби, а конфіскація продовольчих запасів прирікала селянські родини на неминучу смерть від голоду. В той час, коли щодня помирало голодною смертю по кілька десятків миронівчан, склади при Миронівській залізничній станції були заповнені кукурудзою, що гнила і псувалась. А склади охороняли озброєні вартові, які мали наказ стріляти в кожного, хто наблизиться до них. Ці події стали причиною страшного голоду 1932—1933 років, який забрав тут близько 700 життів невинних людей. Вдалося встановити імена померлих від Голодомору лише 83 осіб, із них 54 — діти.
У другій половині 1930-х років намітились успіхи у вирощуванні цукрових буряків. Завдяки допомозі дослідної станції невпинно підвищувалася врожайність та цукристість буряків. Протягом 1932—1936 років колгоспники збирали в середньому по 15 центнерів зернових із гектару. У 1940 році завод переробляв за добу вже близько 9 тисяч центнерів буряків. У 1936 році при бурінні свердловини на території Миронівського цукрового заводу на глибині 95 метрів виявлене джерело мінеральних вод, за своїми властивостями подібна до нарзанів Кисловодська.
Із кожним роком Миронівка зростала. Якщо у 1924 році в Миронівці мешкало 3940 осіб, то станом на 1938 рік, коли вона стала селищем міського типу, чисельність населення збільшилась до 6616 осіб. Відкрилися універмаг, побутові майстерні, чайні, їдальні тощо. У 1934 році семирічну трудову школу селища реорганізовано в середню, відкрито вечірню школу. На 1937 рік у школах Миронівки навчалося близько 1000 учнів. Цього ж року миронівська десятирічка провела перший випуск своїх вихованців. Культосвітню роботу провадили клуби та бібліотеки.

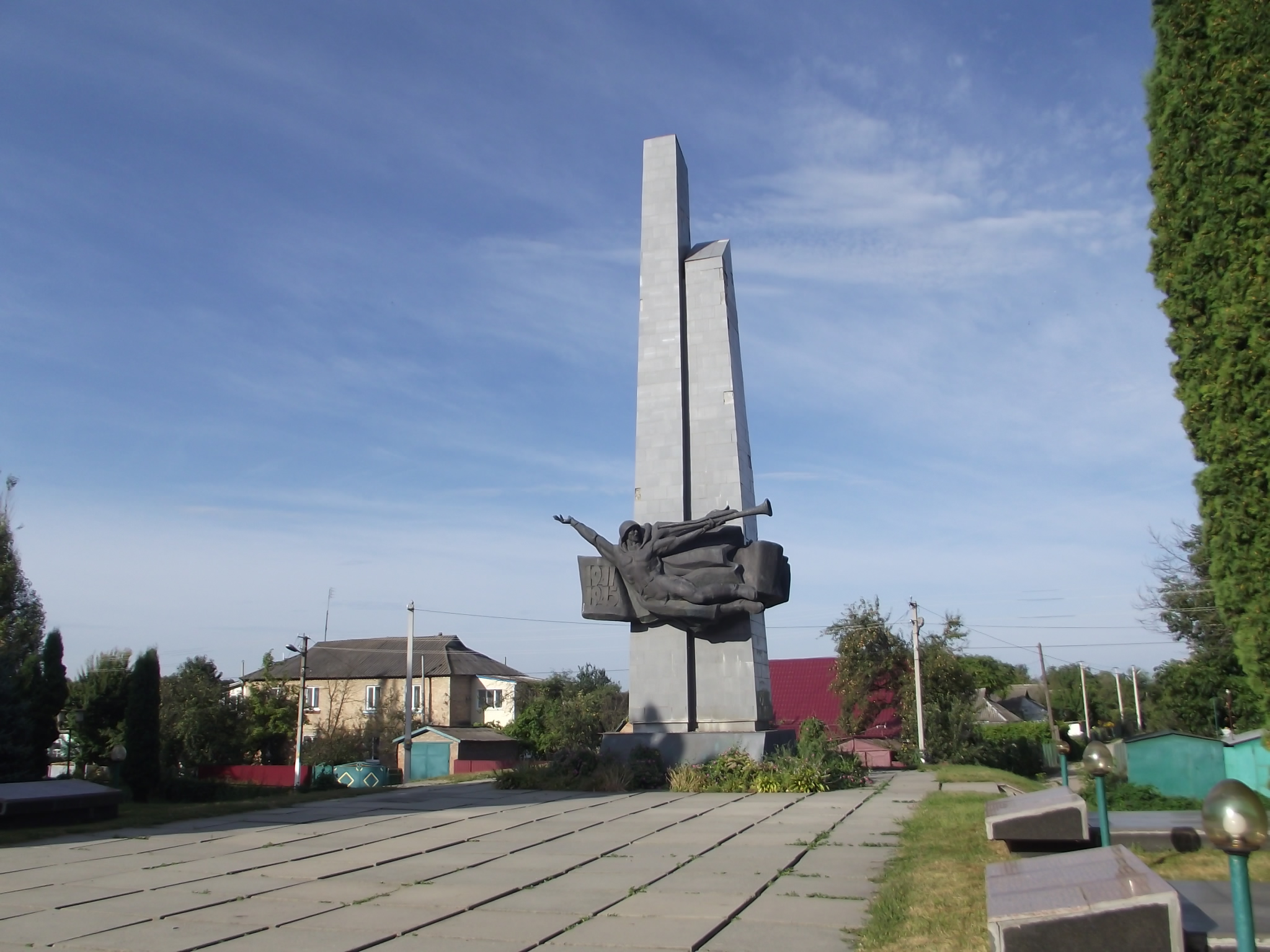
Меморіал на місці братської могили радянських воїнів, підпільників, громадян, які загинули під час німецько-радянської війни

### Початок радянсько-німецької війни та німецька окупація селища (1941—1944)
Наприкінці липня — на початку серпня 1941 року поблизу Миронівки розгорнулися запеклі бої. Частини 26-ї армії стримували наступ групи армій «Південь» військ Вермахту. Миронівка декілька разів переходила з рук в руки. Радянські вояки 199-ї стрілецької дивізії під командуванням комбрига Дмитра Аверіна проявляли масовий героїзм. Так група бійців, очолювана лейтенантом Пастушенко (492-й полк, 199-а стрілецька дивізія), 31 липня прорвалася в Миронівку, вогнем із ручного кулемета розсіяла загін ворога, знищила кілька десятків гітлерівців і захопила велику кількість зброї та спорядження. Наприкінці липня під Миронівкою вів успішні бойові дії радянський бронепотяг № 56, що прикривав відхід частин 14-го кавалерійського корпусу, що перебували під загрозою оточення.
Бронепотяг вів бої поблизу Миронівки до 6 серпня, коли за наказом командування відійшов до Канева, де прикривав переправу радянських військ через Дніпро. За зразкове виконання бойових завдань 29 грудня 1941 року командир бронепотягу капітан П. К. Іщенко та комісар політрук В. О. Козарін були нагороджені орденами Леніна, а інші члени команди також були нагороджені високими урядовими нагородами. Дії команди бронепотягу пізніше стали основою сюжету художнього фільму «Фортеця на колесах» відзнятого 1960 року.
Після окупації Миронівки поліцаї нагаями виганяли людей на роботу. В перші ж дні за наказом німецького коменданта було страчено декілька містян, а молодь насильно забирали на каторжні роботи до Німеччини. Тоді ж в районі Миронівки розпочала діяти підпільна група «Комітет № 8», очолювана кадровим військовим, політруком Червоної армії І. К. Приймаком, уродженцем села Юхни. На травень 1942 року чисельність групи зросла до 40 осіб. Партизани знищували окупантів, виводили з ладу паровози, здійснювали підриви залізничних колій. У червні чисельність групи становила вже понад 60 осіб і тоді ж був сформований повноцінний партизанський загін № 8, який розгорнув більш масштабні бойові дії проти ворога. В околиці Миронівки партизани вивели з ладу 25 локомотивів, знищили 240 гітлерівців, пошкодили 35 км ліній зв'язку ворога. У грудні 194 року підпільна група «Комітет № 8», об'єднався з партизанським загоном села Григорівка в одне велике партизанське з'єднання імені В. І. Чапаєва, яке очолив І. К. Приймак.
З осені 1941 року в Миронівці діяла також підпільна комсомольська група. Підпільники мали радіоприймач, розповсюджували серед населення листівки. Восени 1942 року гестапівці натрапили на слід підпільників, частина з яких загинула у катівнях ворога.
31 грудня 1942 року сформувався Миронівський підпільний райком КП(б)У, який очолив інженер цукрового заводу В. М. Новицький. До складу комітету увійшли робітники цукрового заводу А. Сидоренко, А. М. Вороний та М. С. Мирошник. Райком створював партійні організації в селищі. З січня 1943 року активно працювала підпільна партійна організація на станції Миронівка, якою керував М. Жовтоног. Вона розповсюджувала листівки і повідомлення Радянського інформбюро, організувала бойову групу, що виводила з ладу паровози, обладнання депо, визволяла з ешелонів людей, яких везли на каторжні роботи в Німеччину. З квітня 1943 року на станції почала діяти диверсійна група в складі 34 осіб під керівництвом залізничника Ф. Я. Сивова. Підпільники вивели з ладу локомотиви та вагони, знищили 7 автомашин, 410 тонн бензину тощо. У листопаді, коли з'явилася загроза провалу, група увійшла до складу партизанського загону, що діяв в околицях Миронівки. У 1943 році на ділянці залізничної колії Миронівка — Таганча діяв також партизанський загін під командуванням Я. І. Сиворонова.

### Визволення селища

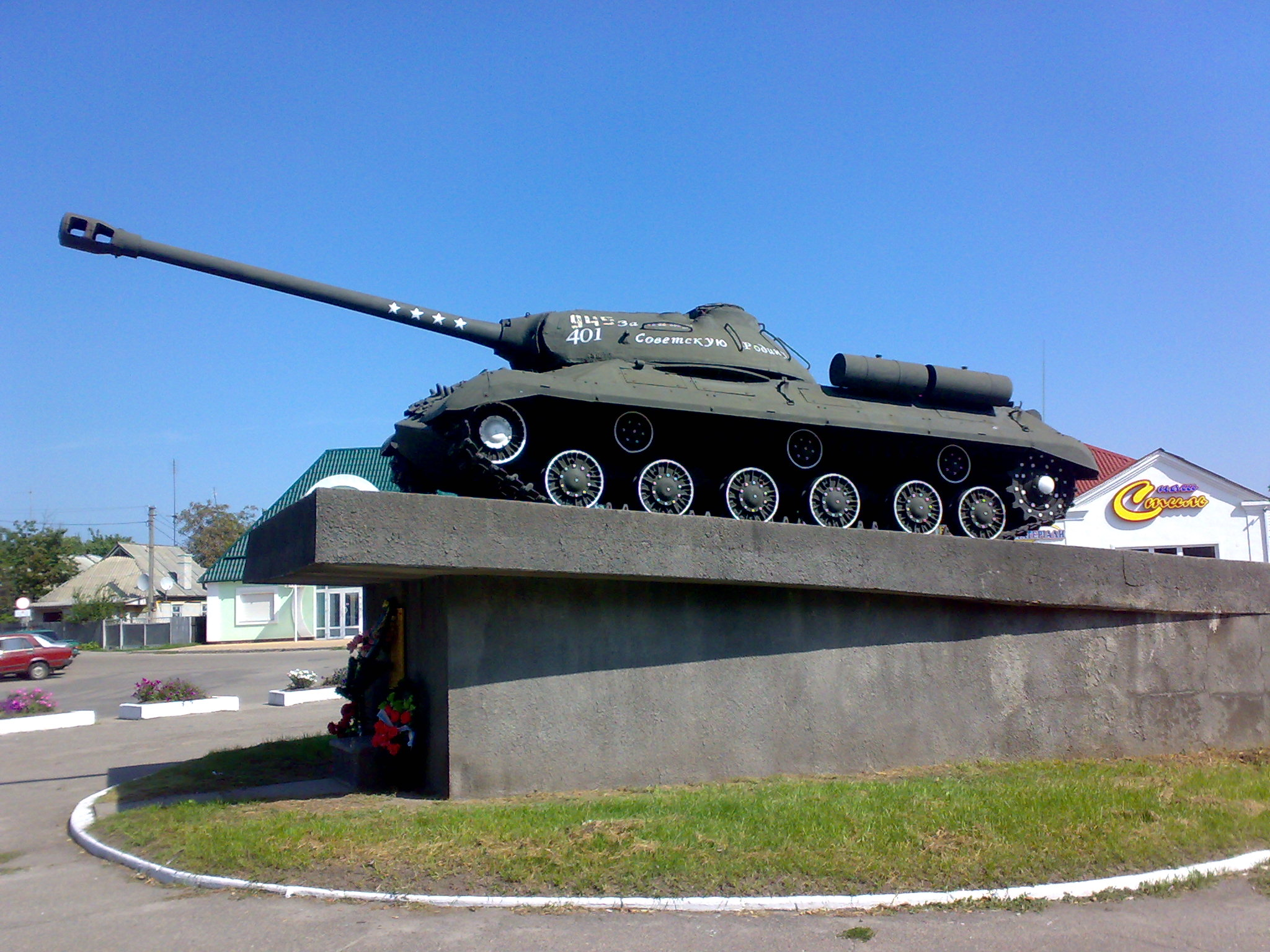
Пам'ятник визволителям Миронівки від німецько-фашистських загарбників — військам 54-ого укріпрайону під командуванням генерал-майора Карначова М. Т.

День визволення настав 31 січня 1944 року. Радянські війська 54-го укріпрайону під командуванням генерал-майора Михайла Карначова захопили декілька стратегічно важливих об'єктів, зокрема, частково зруйновані цукровий завод та залізничну станцію та за декілька днів остаточно визволили селище від окупації.
Загалом до лав радянського війська під час німецько-радянської війни було мобілізовано 1237 миронівчан, з них 475 осіб, за проявлений героїзм, були нагороджені урядовими нагородами.

### Радянський період (1944—1991)
З перших днів визволення мешканці селища відбудовували зруйноване господарство. Був відбудований цукровий завод, де невдовзі було введено в експлуатацію кисневу установку для зварювальних робіт. У липні 1944 року на Росаві здана в експлуатацію невелика електростанція і селище одержало струм. Миронівчани відремонтували млин, відбудували колгоспні приміщення. У колгоспі «Більшовик», завдяки трудовим зусиллям членів артілі, було вчасно зібрано врожай.
1944 року, за успішне виконання державного плану хлібозаготівель, урядовими відзнаками було нагороджено велику групу миронівчан. За активну участь у відбудові народного господарства 150 передовиків виробництва нагороджено медаллю «За доблесну працю у Великій Вітчизняній війні 1941—1944 рр.».
Відновила роботу Миронівська державна науково-дослідна селекційна станція, якій було завдано збитків на суму понад 9,6 млн. карбованців. Станція одержала допомогу від Московської, Челябінської, Ярославської та інших областей: їй передали понад 100 голів худоби, технічні засоби. З РРФСР, Грузії, Вірменії надходило сортове насіння. Зібраний вихідний і гібридний матеріал став базою для виведення нових сортів пшениці та інших культур. При миронівській державній селекційній станції діяли курси агрономів-апробаторів, які 1946 року здійснили перший випуск спеціалістів галузі.
У 1945 році з 927 га було зібрано 501,24 тонну зерна, з них 39,31 тонна — понад планові. Одержали добрий врожай і бурякового насіння. 1944 року стала до ладу Миронівська МТС та налагодилася підготовка кадрів механізаторів. І вже 1945 року курси випустили близько 20 трактористів.
Протягом 1944—1945 років відновлено приміщення середньої школи, бібліотеки, а до дня залізничника, було урочисто відкрито відбудований клуб залізничників.
У 1947 році було закінчено відбудову колійного господарства вузла, паровозного депо. Пізніше, у 1951 році прокладено другу гілку залізниці, а ще за два роки здана в експлуатацію будівля нового вокзалу станції Миронівка, споруджена за проєктом архітектора П. Ф. Красицького.

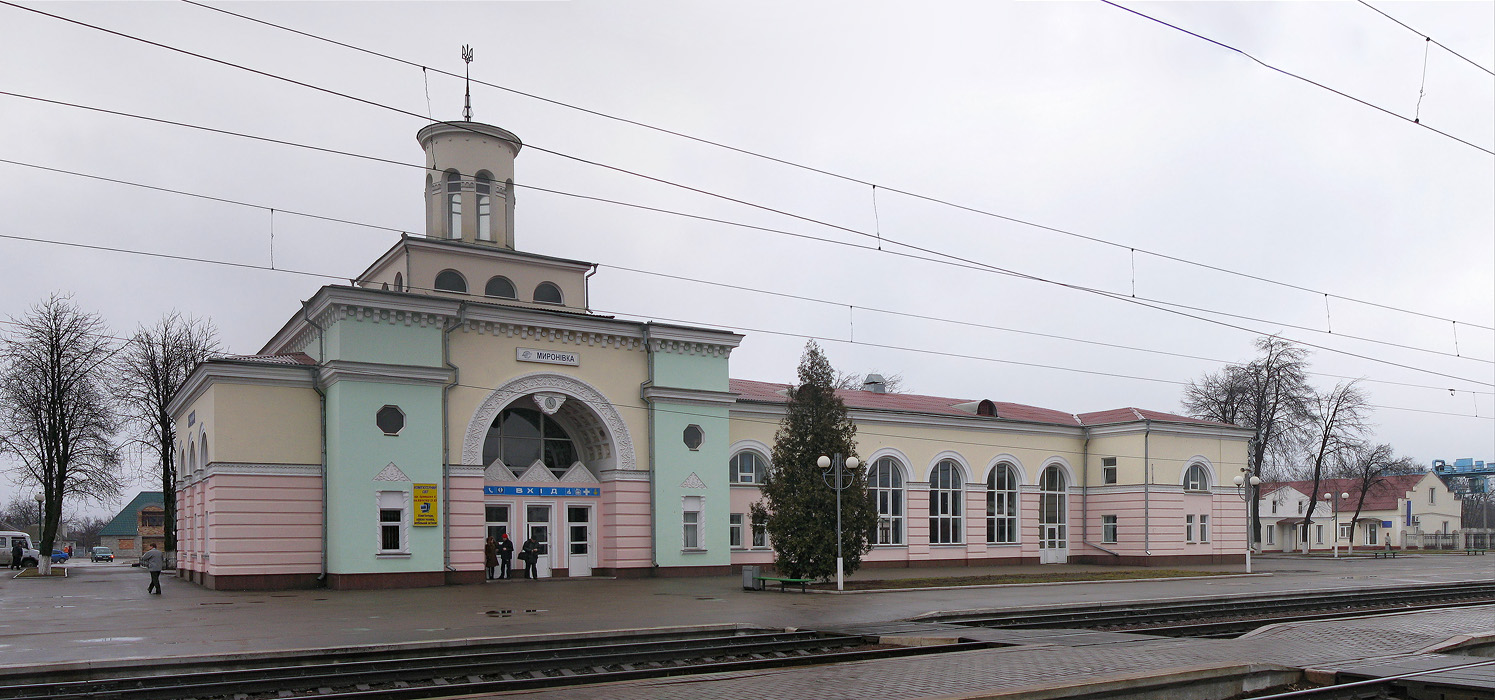
Вокзал ст. Миронівка

Наприкінці 1955 року заново відбудований і обладнаний новим устаткуванням, запрацював вже на повну потужність Миронівський цукровий завод. Станом на 1965 рік тут було вироблено вже 399 тисяч центнерів цукру. Модернізація підприємства тривала й надалі, що дало змогу значно збільшити технічну потужність заводу і вже наступного 1966 року тут вже перероблялося 10 тисяч центнерів буряків на добу. У 1966 році за систематичне перевиконання завдань урядовими нагородами було нагороджено велику групу передовиків виробництва, у тому числі орденом Леніна — О. П. Корнієнко, орденом Трудового Червоного Прапора — І. С. Рискаль, М. С. Кухар, X. Є. Руденко.
У 1969 році завод вже переробляв щодоби 18,5 тисяч центнерів буряків, за що колектив одержав перехідний Червоний прапор Міністерства харчової промисловості СРСР. Від 1958 року у Миронівці запрацював міжколгоспний цегельний завод. За роки семирічки у передові підприємства перетворилися авторемонтний завод (до 1953 року — міжрайонні майстерні), кукурудзяно-калібрувальний та маслоробний заводи, промкомбінат.
Значним господарством міста стало автотранспортне підприємство (у 1959—1966 роках — автопарк). Якщо у 1960 році воно мало лише 4 автобуси та 60 вантажівок, то 1969 року — близько 40 автобусів, що обслуговували 12 маршрутів, 97 вантажівок. 1963 року закінчилася електрифікація дільниці № 93 Миронівка — Фастів Південно-Західної залізниці.
Великих успіхів досягла Миронівська ордена Леніна селекційно-дослідна станція імені В. Ф. Старченка Всесоюзного науково-дослідного інституту кукурудзи: 1957 року її колектив вивів новий сорт пшениці «Миронівська-264», автором якої є селекціонер, кандидат біологічних наук Василь Ремесло. Станом на 1963 рік сорт «Миронівська-264» висівався на тисячах гектарах Київщини, Черкащини, Дніпропетровщини, Кіровоградщини та Вінниччини, а також у Ростовській області та в колгоспах Молдови, Вірменії, Грузії. Ще кращі результати показав виведений під керівництвом В. М. Ремесла морозостійкий сорт озимої пшениці «Миронівська-808», пізніше ще одного сорту пшениці «Київська-893».
1967 року був виведений сорт пшениці «Миронівська Ювілейна-50», врожайність якої понад 65 центнерів із гектара. Всього до 1991 року на станції виведено 36 нових сортів зернових та зернобобових культур, трав. За великі успіхи у створенні й впровадженні високопродуктивних сортів озимої пшениці Миронівська науково-дослідна селекційна станція 25 травня 1967 року була нагороджена найвищою урядовою нагородою — орденом Леніна, її директору В. М. Ремеслу присуджена Ленінська премія та присвоєно звання Героя Соціалістичної Праці.
Наказом по Міністерству сільського господарства СРСР від 5 січня 1968 року Миронівську селекційно-дослідну станцію перетворено на Миронівський ордена Леніна науково-дослідний інститут селекції та насінництва пшениці системи Всесоюзної академії сільськогосподарських наук імені В. І. Леніна, директором призначено Василя Миколайовича Ремесла. У 1992 році Миронівський інститут було підпорядковано Українській академії аграрних наук та перейменовано на Миронівський інститут пшениці імені В. М. Ремесла.

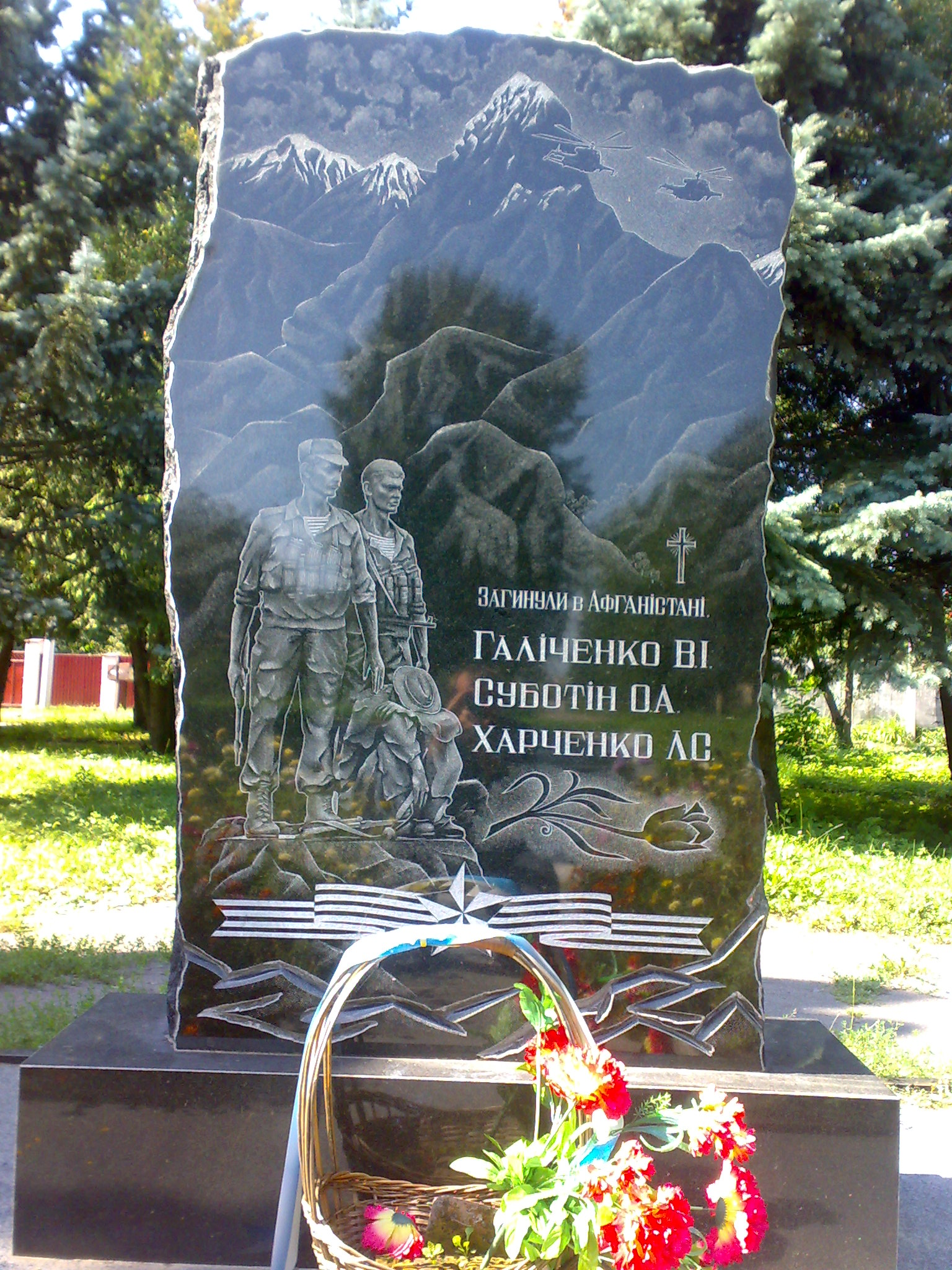
Пам'ятник воїнам-«афганцям» — мешканцям Миронівщини

У 1950 році артілі «Більшовик» та імені Будьонного (с. Нова Олександрівка) об'єдналися, утворивши колгосп імені Жданова, який невдовзі став одним із передових господарств області. У 1959 році до нього приєднався і колгосп імені Сталіна. Укрупнене багатогалузеве господарство досягло великих виробничих успіхів, особливо у вирощуванні цукрових буряків. Зокрема, у 1964 році середній врожай буряків із гектара становив 400 центнерів. За самовіддану працю голова колгоспу Олександр Григорович Бузницький у 1958 році було присвоєно звання Героя Соціалістичної Праці, а 1962 року його обрали депутатом Верховної Ради СРСР. Урядовими нагородами у 1965 році було відзначено 80 передовиків району, у тому числі велика група колгоспників артілі імені Жданова. Цей колгосп став експериментальною базою, де перевірялася врожайність нових сортів сільськогосподарських культур. У 1960 році тут стали вирощувати пшеницю сорту «Миронівська-264», яка на дослідних ділянках давала по 45—50 центнерів із гектара. Від 1961 року колгосп почав спеціалізуватися на розведенні великої рогатої худоби та свиней. Станом на 1969 рік колгосп мав 2612 гектарів землі, з них 2428 гектари орної землі, 52 гектари саду та 96 гектарів ставів із розвиненим рибним господарством.
Урожайність зернових за 1965—1967 роки в середньому дорівнювала 37 центнерів з гектара, у тому числі пшениці — 40,5 центнера, буряків — центнерів з гектара. На 100 га сільськогосподарських угідь вироблено 371 центнер м'яса, 661,3 центнери молока, а на одну фуражну корову надоєно в середньому по 3,0 тонни молока. У 1967 році одержали врожай цукрових буряків по 458 центнери з гектара, а передова ланка М. Куценко — 578 центнери. Грошовий прибуток колгоспу того ж року перевищив 2 млн крб. За досягнення у виконанні планів заготівель продуктів сільського господарства, проведення меліорації, впровадження науки та передового досвіду колгосп імені Жданова у 1967 році було відзначено високою урядовою нагородою — орденом Леніна. Прибуток колгоспу за восьму п'ятирічку збільшився на 65 % (у 1970 році він становив 2,8 млн крб.), а заробітна плата колгоспників — на 36 %.

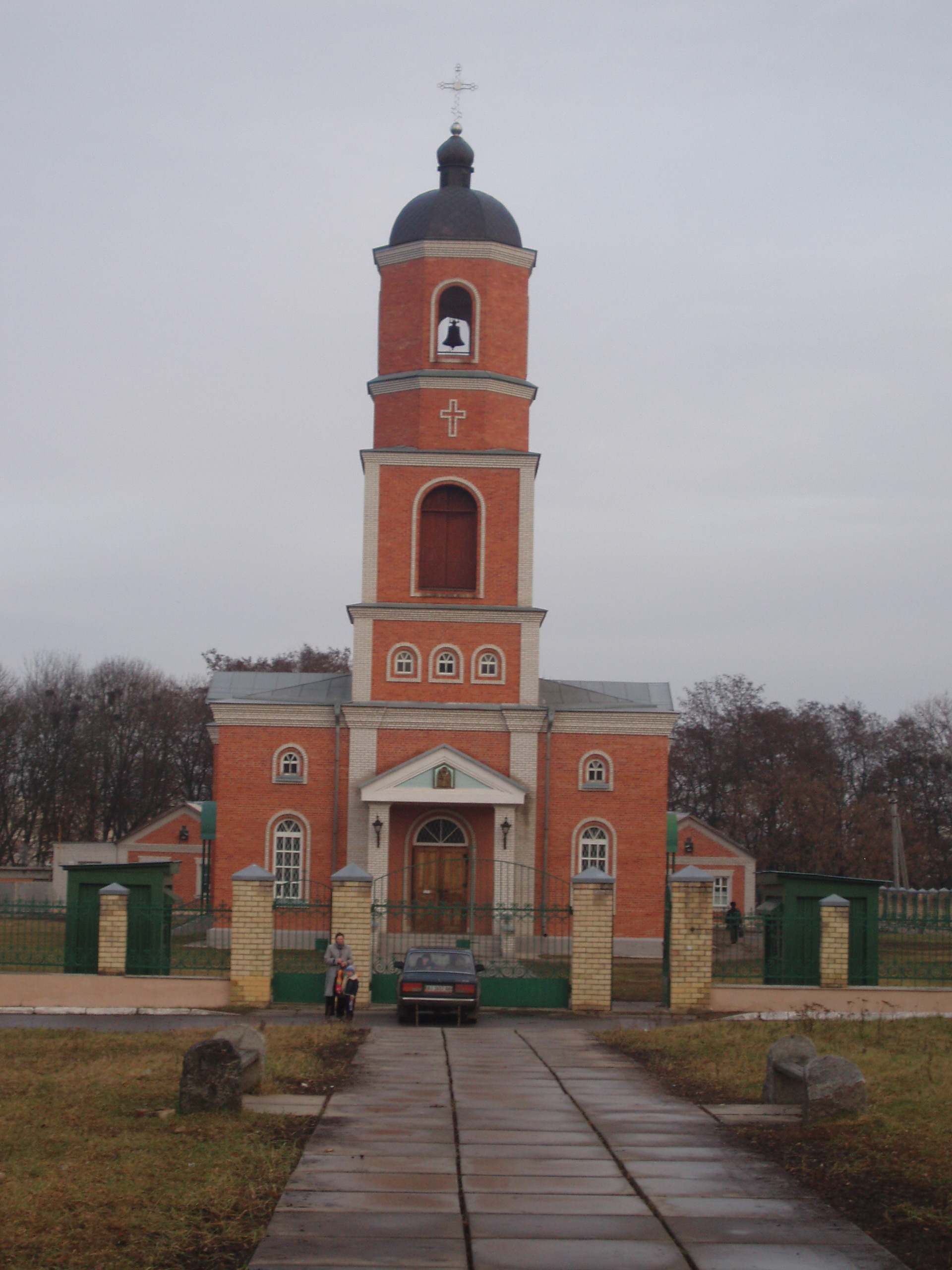
Михайлівська церква

Разом із розвитком економіки зростало й саме місто. З'явилися великі житлові масиви нових будинків. За роки п'ятирічки побудовано 6 багатоповерхових будинків площею понад 6000 м², 236 індивідуальних будинків. Місто газифіковане, тут прокладено водогін, більшість вулиць заасфальтовано, упорядковано тротуари. У 1967 році в місті закладено новий міський парк, а також висаджено понад 16 тисяч фруктових та декоративних дерев.
Для потреб мешканців міста був відкритий великий побутовий комбінат, що мав декілька цехів та ательє, а працювало там понад 50 осіб. У місті діяли кімнати для приїжджих на вокзалі та цукровому заводі. Торговельна мережа Миронівки налічувала понад 50 магазинів, у тому числі великий універмаг, 26 продовольчих магазинів. Працювали ресторан та кафе, 2 чайних, 4 їдальні та понад 15 буфетів і кіосків.
Миронівка — бальнеологічний курорт (від 1958 року), відомий в країні завдяки цілющим джерелам радонових вод. В обласній лікарні відновного лікування у Миронівці (до 1964 року — бальнеологічна) успішно лікують поліартрит, ревматизм, гіпертонію та інші захворювання. За роки існування курорту в ньому пройшли лікування понад 42 тисячі хворих. Персонал курорту складався з 21 лікаря та понад 70 осіб середнього медперсоналу. В районній лікарні, 2-х лікарських оздоровчих пунктах, медпунктах, які діють на всіх великих підприємствах Миронівки, працюють 37 лікарів і понад 100 осіб середнього медперсоналу.
У Миронівці діють 3 середні школи, де набувають знань понад 2 тисячі учнів. Працює музична школа, у якій навчається понад 130 учнів. Педагогічний колектив міста налічує 125 осіб.
У місті розширюється мережа культурно-освітніх закладів. Тут діють міський палац культури із залом для глядачів на 750 місць, будинок культури цукрового заводу, клуби залізничників, науково-дослідного інституту селекції і насінництва пшениці, відділку радгоспу, колгоспу імені Жданова. Працюють три великі бібліотеки. Понад 350 мешканців міста беруть участь у роботі гуртків художньої самодіяльності, зокрема п'яти великих хорових колективів, двох драмгуртків, кількох духових оркестрів, танцювального гуртка.
У місті діяли спортивні організації: «Колос», «Локомотив», «Авангард» та «Спартак», які об'єднували близько 800 осіб. Команди легкоатлетів та волейболістів Миронівки — неодноразові переможці обласних спортивних змагань, зокрема 1968 та 1969 років.
У місті працюють маслозавод (АТ «СОММАС»), харчокомбінат, цукровий завод, автопідприємство, хлібозавод, ремонтний завод, асфальтобетонний завод. Є в місті 3 середні школи, 4 дитячі садки, вузлова залізнична станція.
1970 — збудовано Палац культури на кошти колгоспу ім. Бузницького, при ньому створено ансамбль пісні й танцю «Чорнобривець». Ансамбль за два роки отримав звання народного та став лауреатом республіканської премії імені Островського.
20 жовтня 1977 року було урочисто відкрито дитячий садочок № 3 «Зернятко», споруджений за сприянням голови правління Героя Соціалістичної Праці В. І. Батури та на кошти колгоспу імені О. Г. Бузницького, але держава повернула колгоспу витрачені кошти.
У 1985 році в Миронівці був споруджений меморіальний комплекс до 40-ліття перемоги у другій світовій війні, який будувався коштом багатьох підприємств та організацій міста. В центрі комплексу — облицьований мармуром шпиль, до якого прикріплено бронзову стрічку з скульптурою воїна. Поруч — вічний вогонь та плити з прізвищами тих, хто загинув на фронтах німецько-радянської війни.

### Після 1991
У 1997—1998 роках вступив в дію сучасний зерновий елеватор з переробки білкових і олійних культур, який збудували за проєктом українсько-американсько-німецького центру агробізнесу АТ «Київ — Атлантик — Україна». Завдання цього елеватору переробляти сою, ріпак, інші бобові культури з тим, щоб виробляти для України протеїн. Фінансово—економічна криза торкнулася і цього міста, але мешканці Миронівки сподіваються на краще життя та не втрачають оптимізму.
На базі Миронівського заводу з виготовлення круп і комбікормів Юрій Косюк наприкінці 1990-х створює компанію «Миронівський хлібопродукт».
Рішенням Миронівської міської ради від 28 січня 2016 року № 189-04-VII та у відповідності до Закону України «Про засудження комуністичного та націонал-соціалістичного (нацистського) тоталітарних режимів в Україні та заборону пропаганди їхньої символіки» у місті відбулося перейменування декількох вулиць. Зокрема, вул. Будьонного на Мирона Зеленого, вул. Леніна на Соборності, вул. Карла Маркса на Данила Галицького, вул. Енгельса на Володимира Великого, вул. Комсомольську на Благовіщенську, вул. Котовського на Мазепи та багатьох інших.
У місті діє Миронівський народний духовий оркестр під керівництвом Юрія Ляшенка.

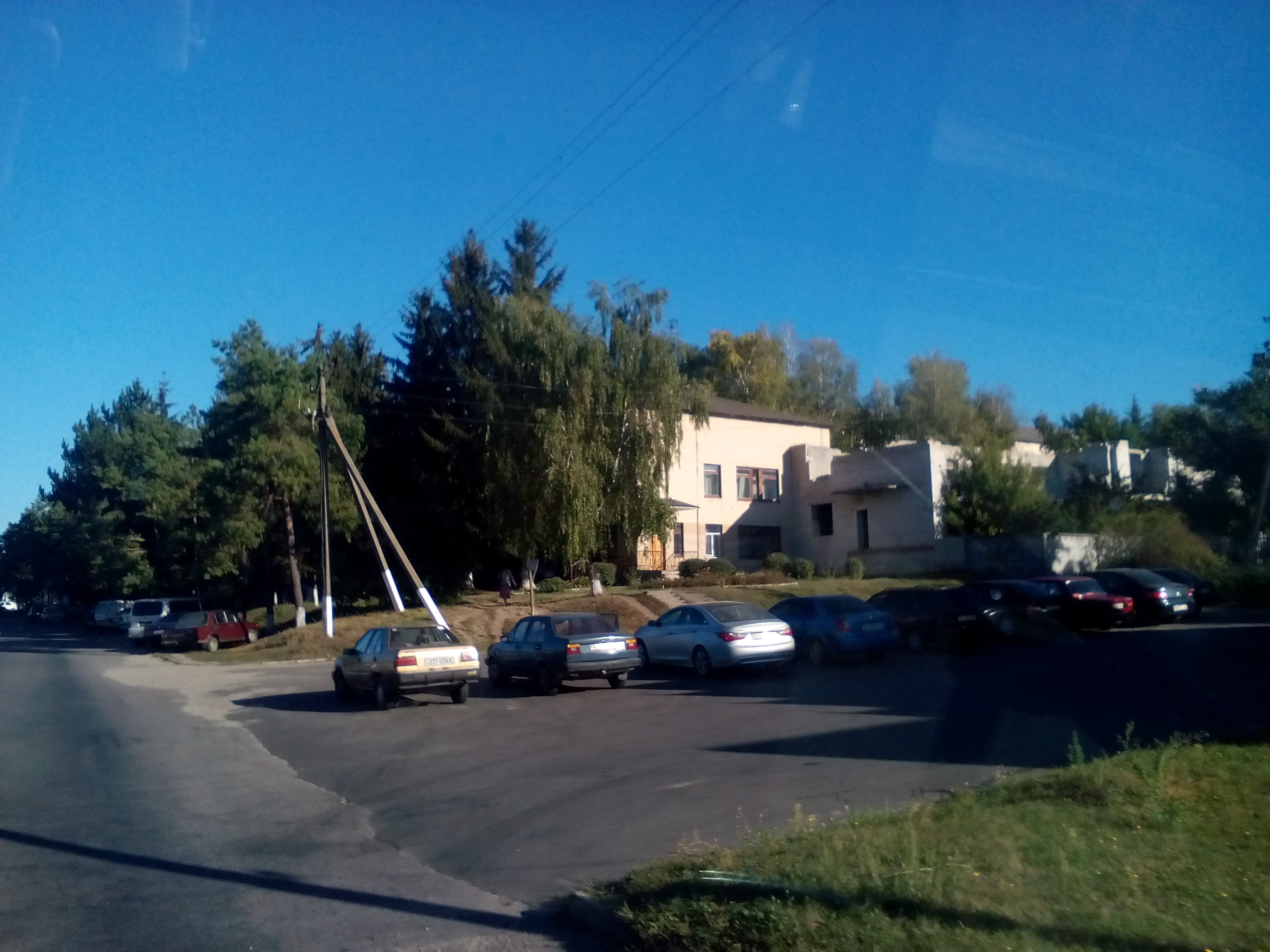
Миронівська районна лікарня

## Релігія
- Свято-Михайлівський храм[17][18].
- Храм Благовіщення Пресвятої Богородиці. 27 листопада 2012 року, у день пам'яті апостола Філіппа, архієпископ Білоцерківський та Богуславський Августин звершив візит до міста Миронівки для освячення новозбудованого храму на честь Благовіщення Пресвятої Богородиці, настоятелем якого є протоієрей Роман Губка[19].
- 25 листопада 2016 року у Миронівці патріарх Філарет звершив чин великого освячення храму на честь Всіх святих землі Української[20].

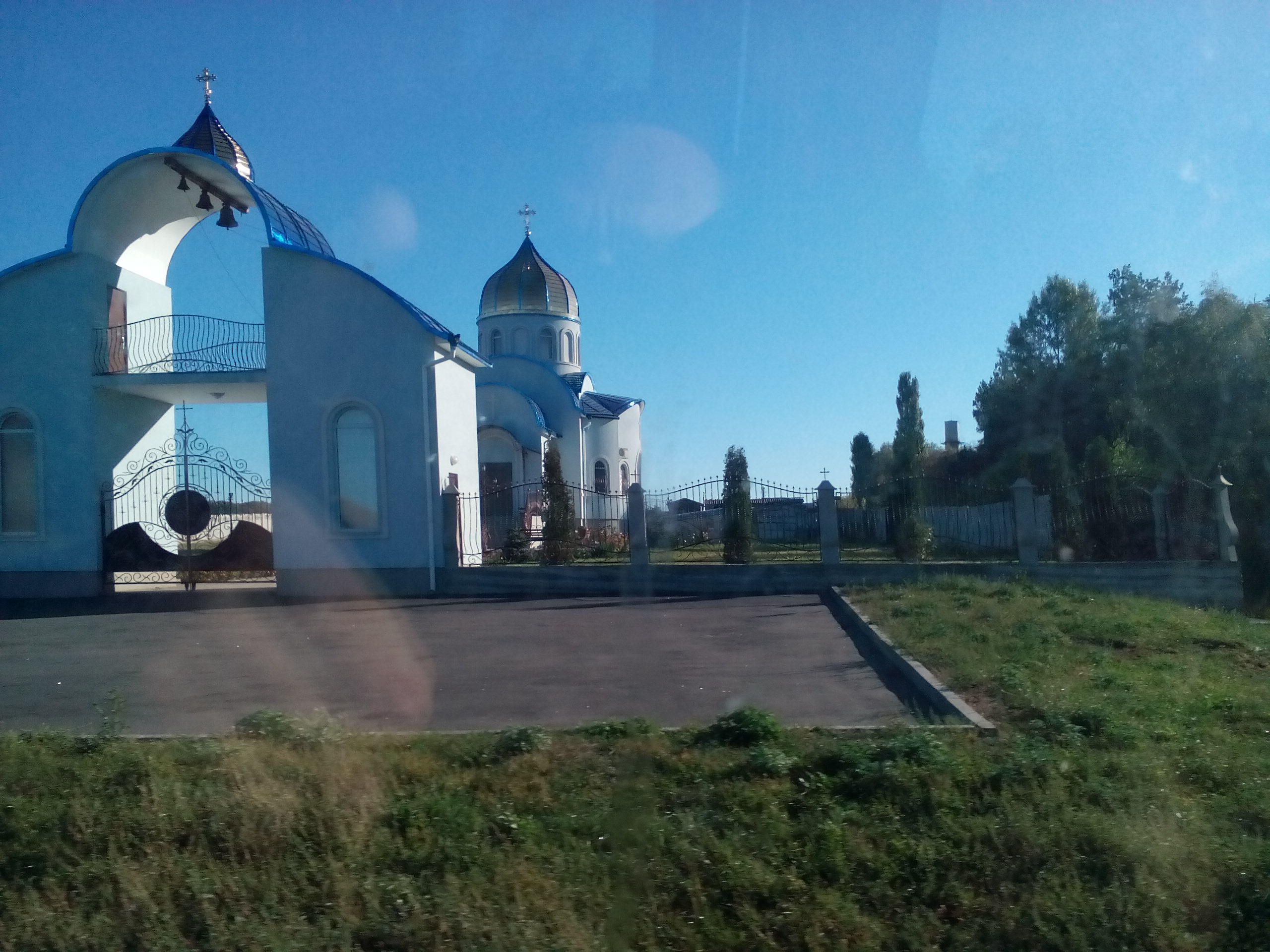
Храм Благовіщення Пресвятої Богородиці

## Меморіали, пам'ятники, пам'ятні знаки
- Меморіал на місці братської могили воїнів Радянської Армії, підпільників, громадян, які загинули під час німецько-радянської війни.
- Пам'ятник В. І. Леніну (демонтований у 2008 році), а на його місці, під час святкування Дня міста 17 вересня 2016 року відбулося урочисте відкриття пам'ятника засновнику Миронівки — козаку Мирону Зеленому.
- Пам'ятник жертвам Голодомору (1932—1933 рр.).
- Пам'ятник воїнам — землякам, які загинули під час громадської та німецько-радянської воєн.
- Пам'ятник визволителям Миронівки від німецько-фашистських загарбників — військам 54-ого укріпрайону під командуванням генерал-майора Карначова М. Т.
- Пам'ятник загиблим воїнам-інтернаціоналістам — мешканцям Миронівщини.
- Пам'ятник Небесній Сотні, відкритий 18 лютого 2016 року[21].
- Пам'ятний знак «Мертвим, живим і ненародженим — жертвам Чорнобильської катастрофи. 26.04.1986».

## Відомі люди
- Бузницький Олександр Григорович — Герой соціалістичної праці, нагороджений 5 орденами Леніна, орденом Трудового червоного прапора, очолював колгосп імені Жданова (нині СТОВ імені Бузницького).
- Даниленко Анатолій Степанович — український науковець, доктор економічних наук, академік НААН, Голова Державного комітету України з земельних ресурсів (1999—2005); професор, завідувач кафедри управління земельними ресурсами Національного аграрного університету; ректор Білоцерківського національного аграрного університету (2008—2021).
- Дебелий Олег Анатолійович (4 липня 1975, Козин — 26 лютого 2023) — український військовик, учасники російсько-української війни, доброволець, солдат ЗСУ. Футболіст, громадський діяч, ресторатор.
- Євтіхій Віталій Анатолійович (нар. 5 лютого 1980) — український військовик, сержант Збройних сил України, учасники російсько-української війни. Член політичної партії «Всеукраїнське об'єднання „Свобода“». Нагороджений нагрудним знаком «Волонтер України», нагрудним знаком 5 окремої важкої танкової бригади, медаллю «Хрест Свободи» (Православна церква України; 2024)[22], відзнакою Командувача Сил підтримки Збройних Сил України — медаллю «Геопросторової підтримки», нагрудним знаком «Ветеран війни»[23].
- Матвєєв Сергій Леонідович (нар. 1975) — український трековий та шосейний велогонщик, заслужений майстер спорту України, призер Олімпійських ігор в Сіднеї, переможець та призер Чемпіонатів світу, неодноразовий переможець та призер чемпіонатів України.
- Пономаренко Микола Кирилович (нар. 1942) — український майстер декоративного мистецтва.
- Ремесло Василь Миколайович — двічі Герой соціалістичної праці, заслужений діяч науки України, Академік АН СРСР і ВАСГН, Лауреат Ленінської і Державних премій СРСР і УРСР, перший директор Миронівського науково-дослідного насінництва і селекції пшениці.
- Слободяник Вадим Павлович (1978—2014) — український військовик, старший солдат Збройних сил України, учасники російсько-української війни.
- Черненко Максим Зеновійович (1984—2015) — український військовик, старший солдат Збройних сил України, учасники російсько-української війни.
- Гончарук Сергій Васильович (16.01.1982 — 20.04.2014), солдат[джерело?]

## Галерея

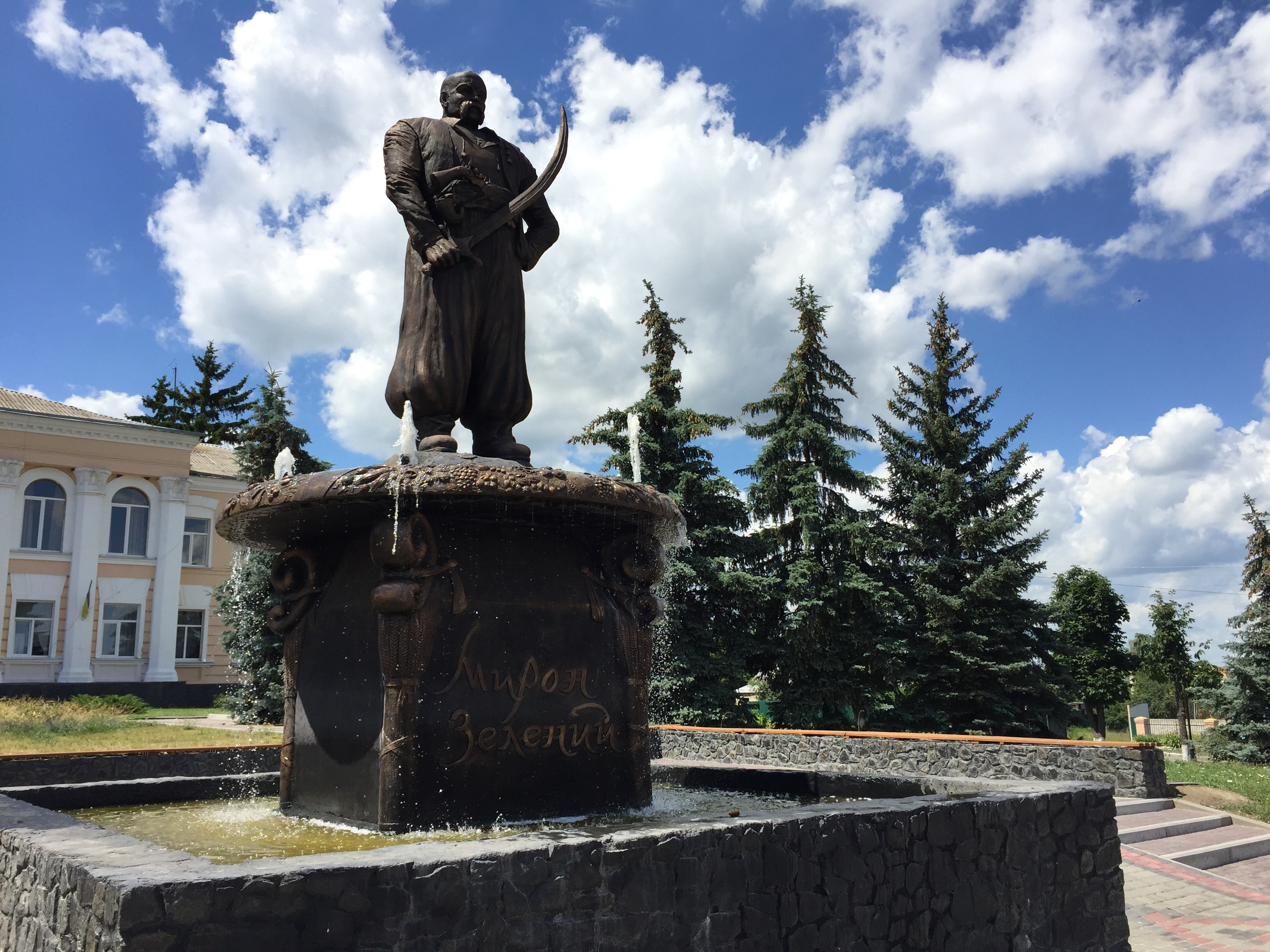
Пам'ятник засновнику міста Мирону Зеленому
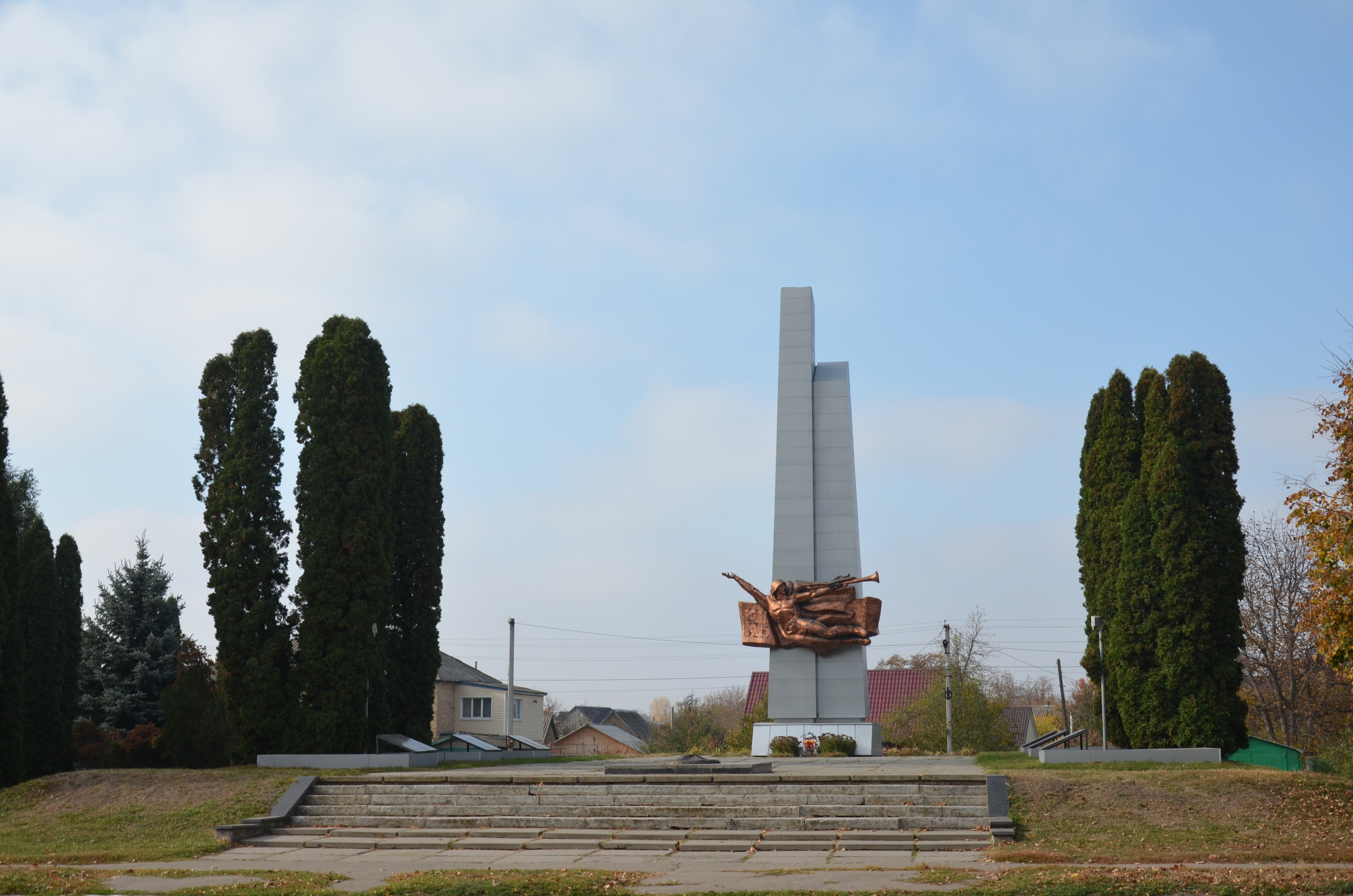
Братська могила воїнів Радянської Армії, підпільників, громадян, розстріляних під час окупації Миронівки
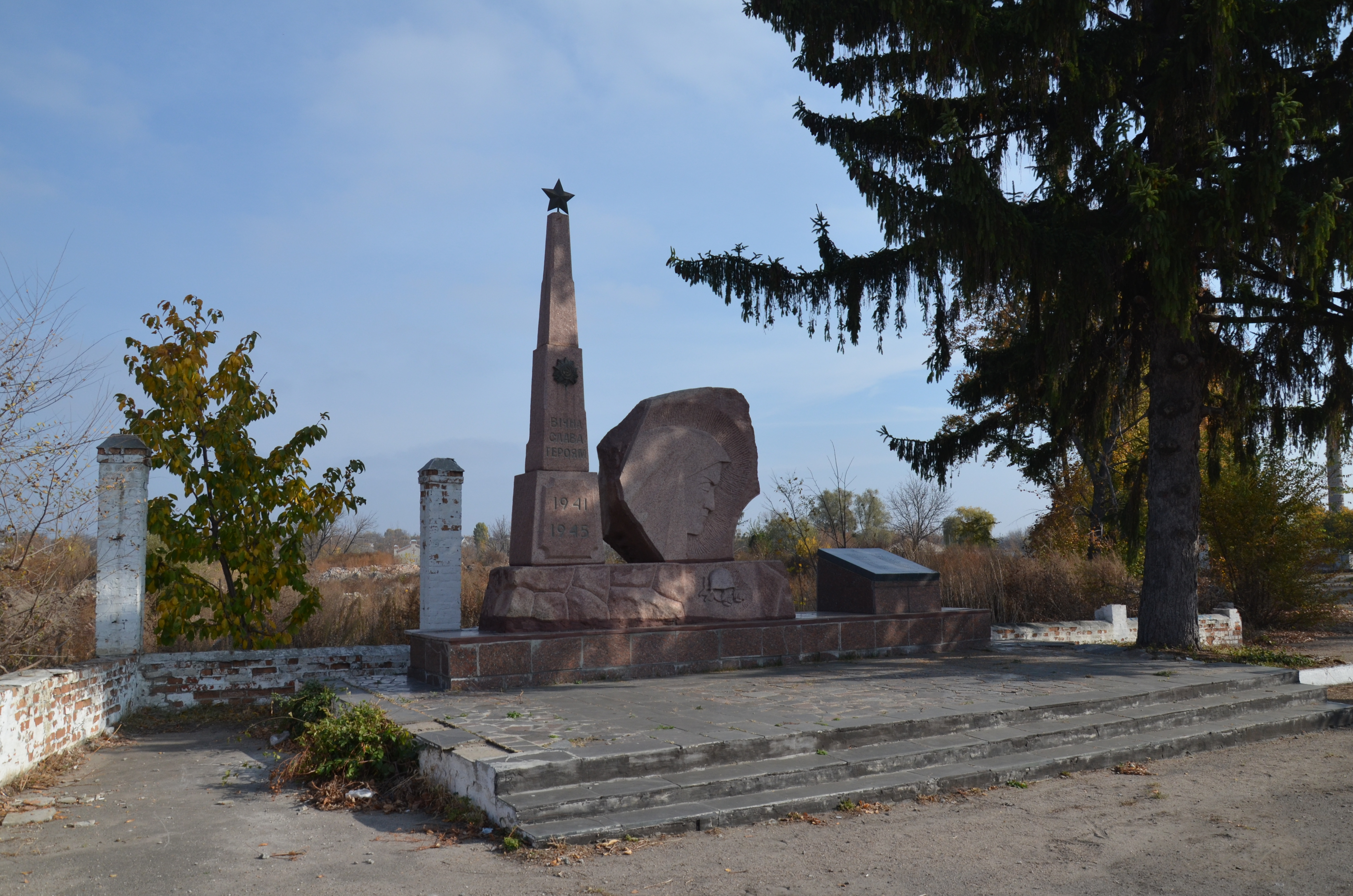
Пам'ятник робітникам цукрового заводу, які загинули під час німецько-радянської війни
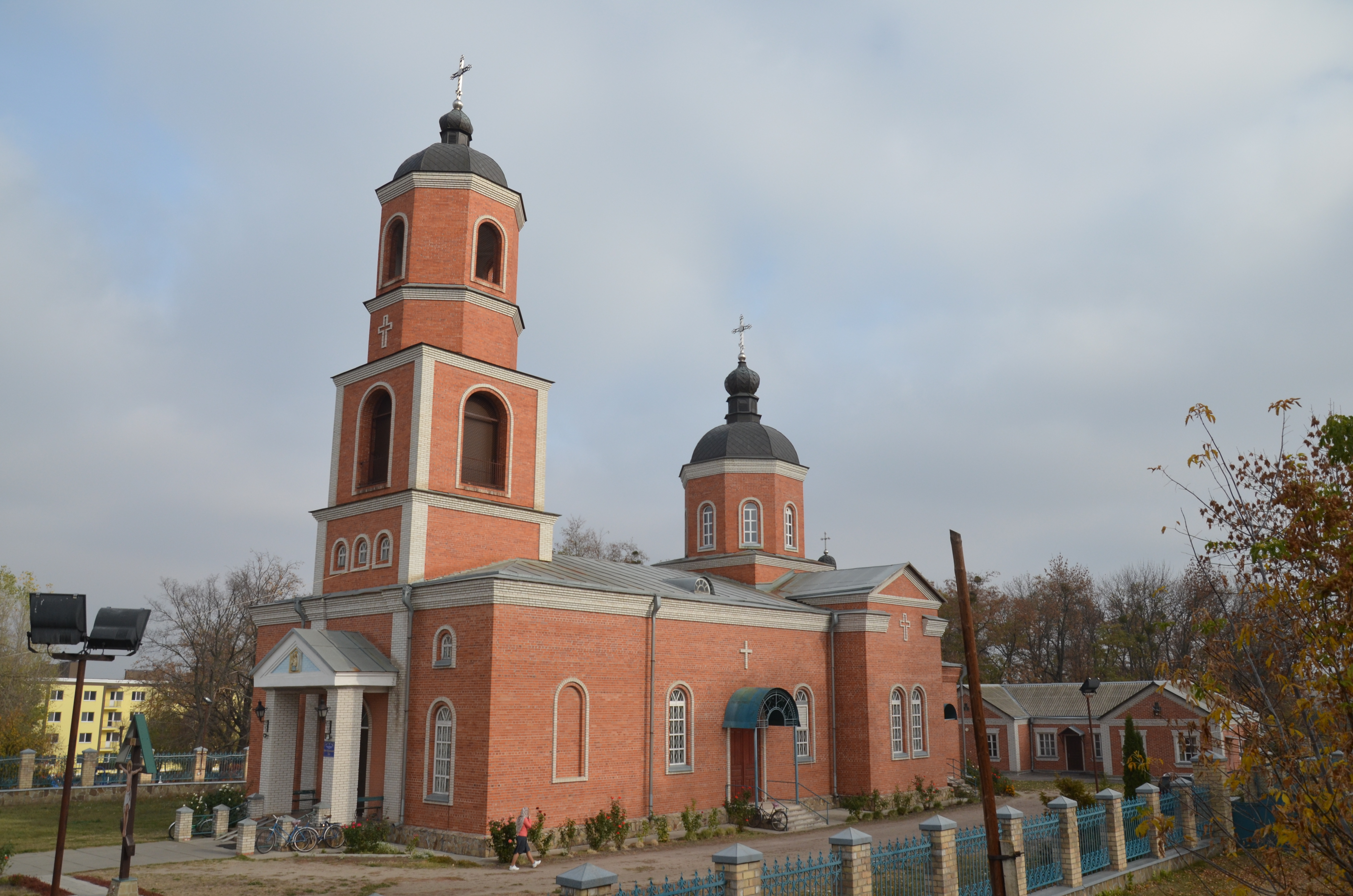
Церква Святого Михайла
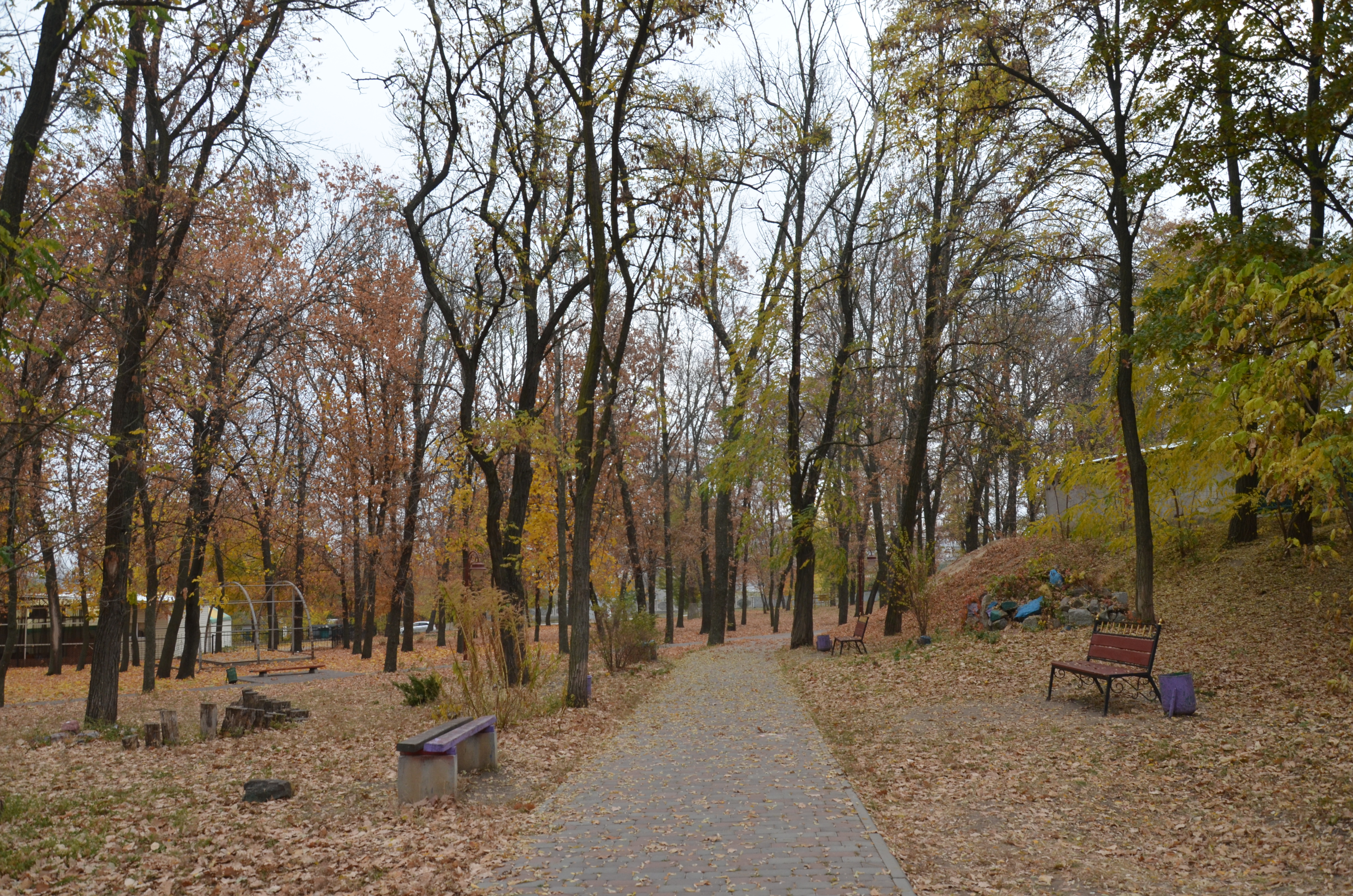
Миронівка, центральний парк
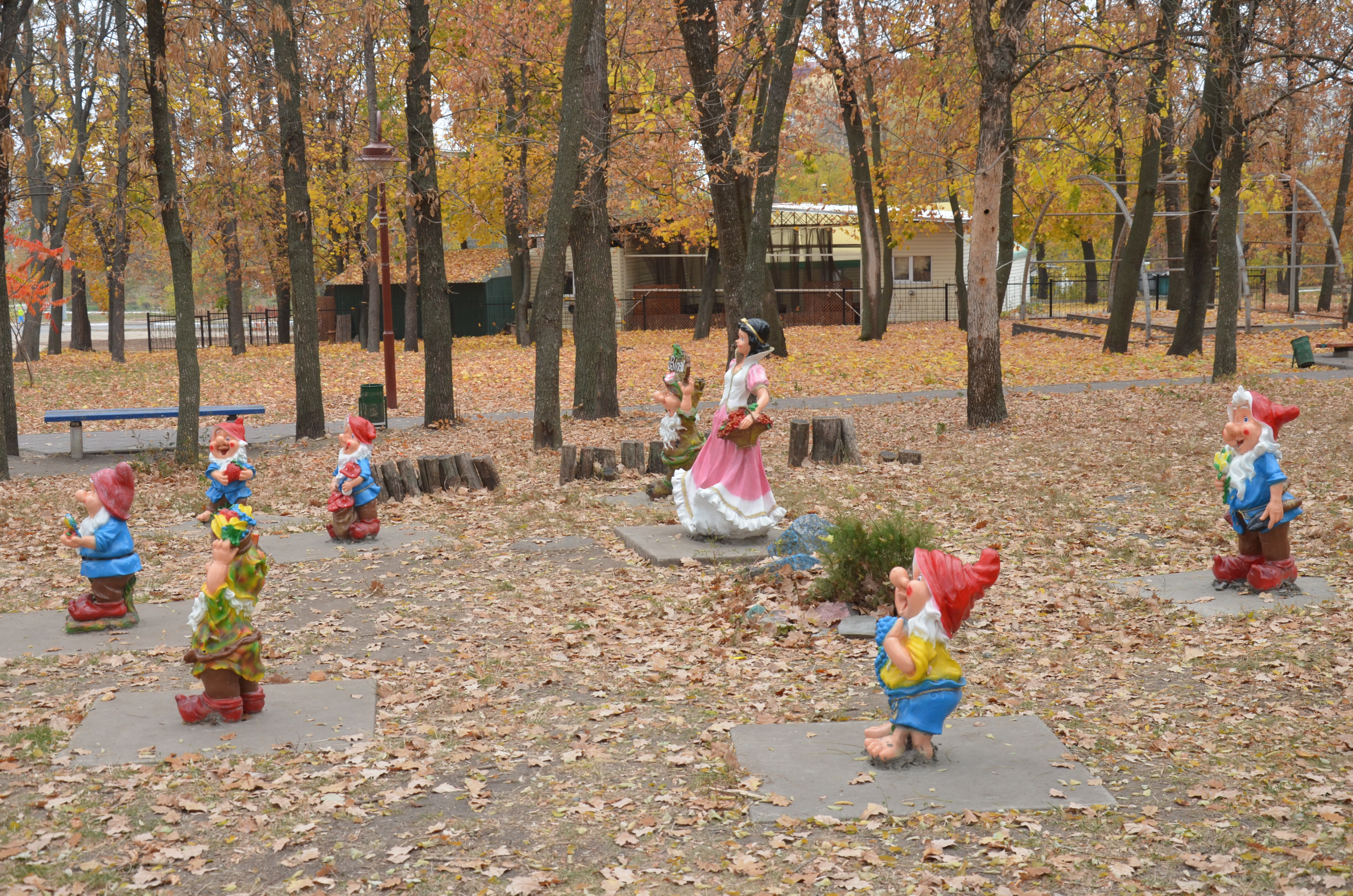
Миронівка, центральний парк
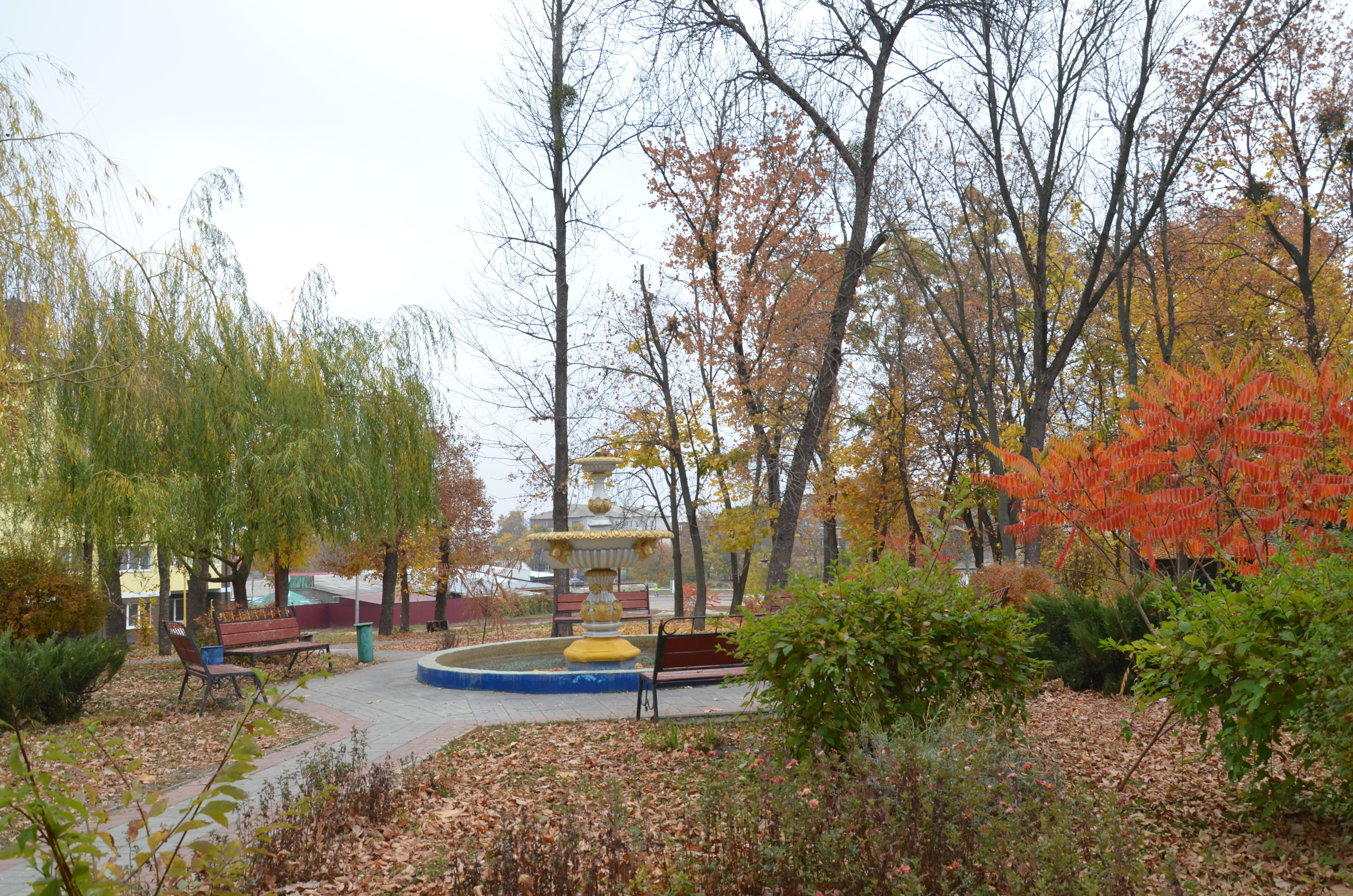
Миронівка, центральний парк
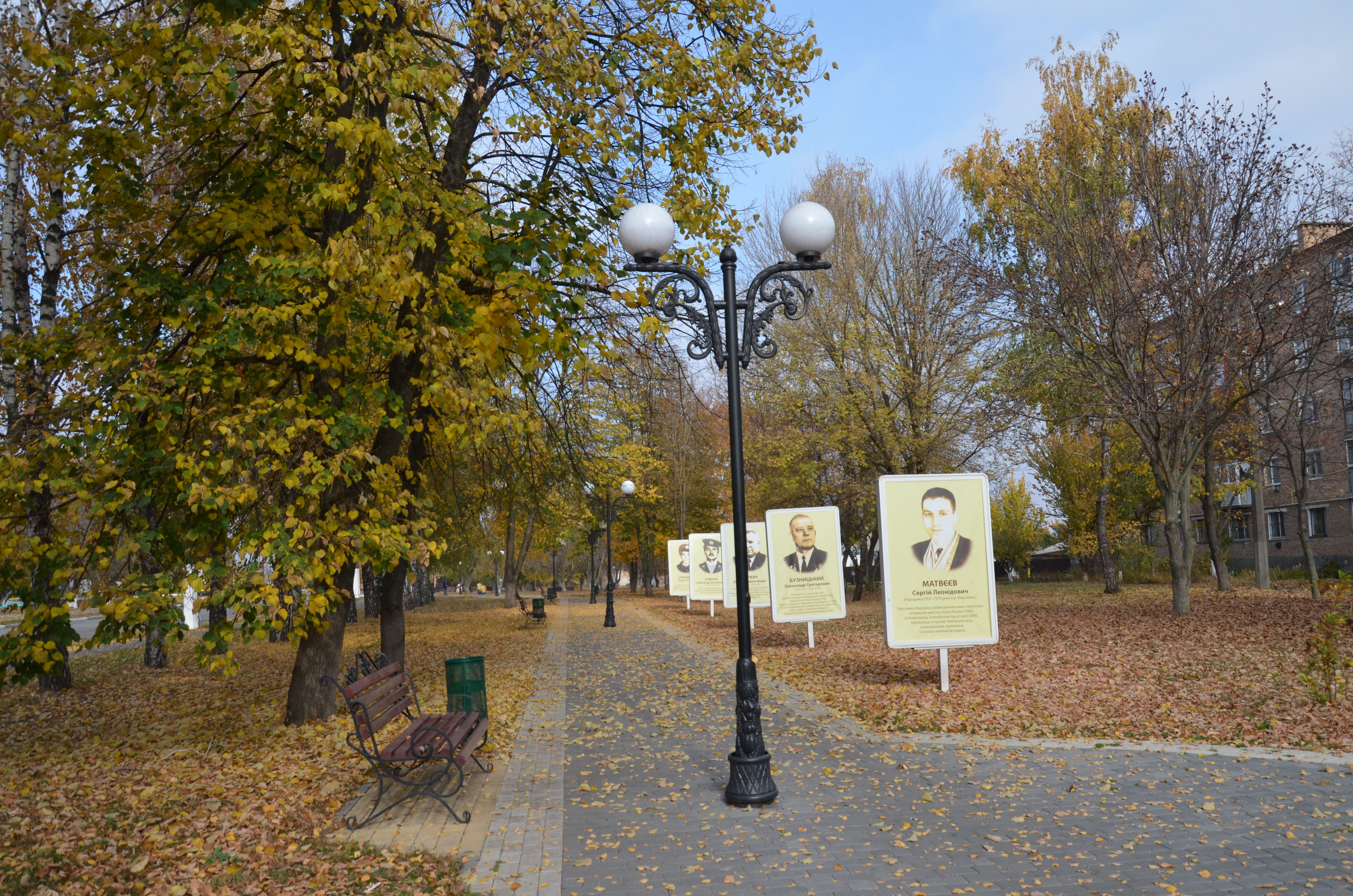
Алея Героїв, Миронівка
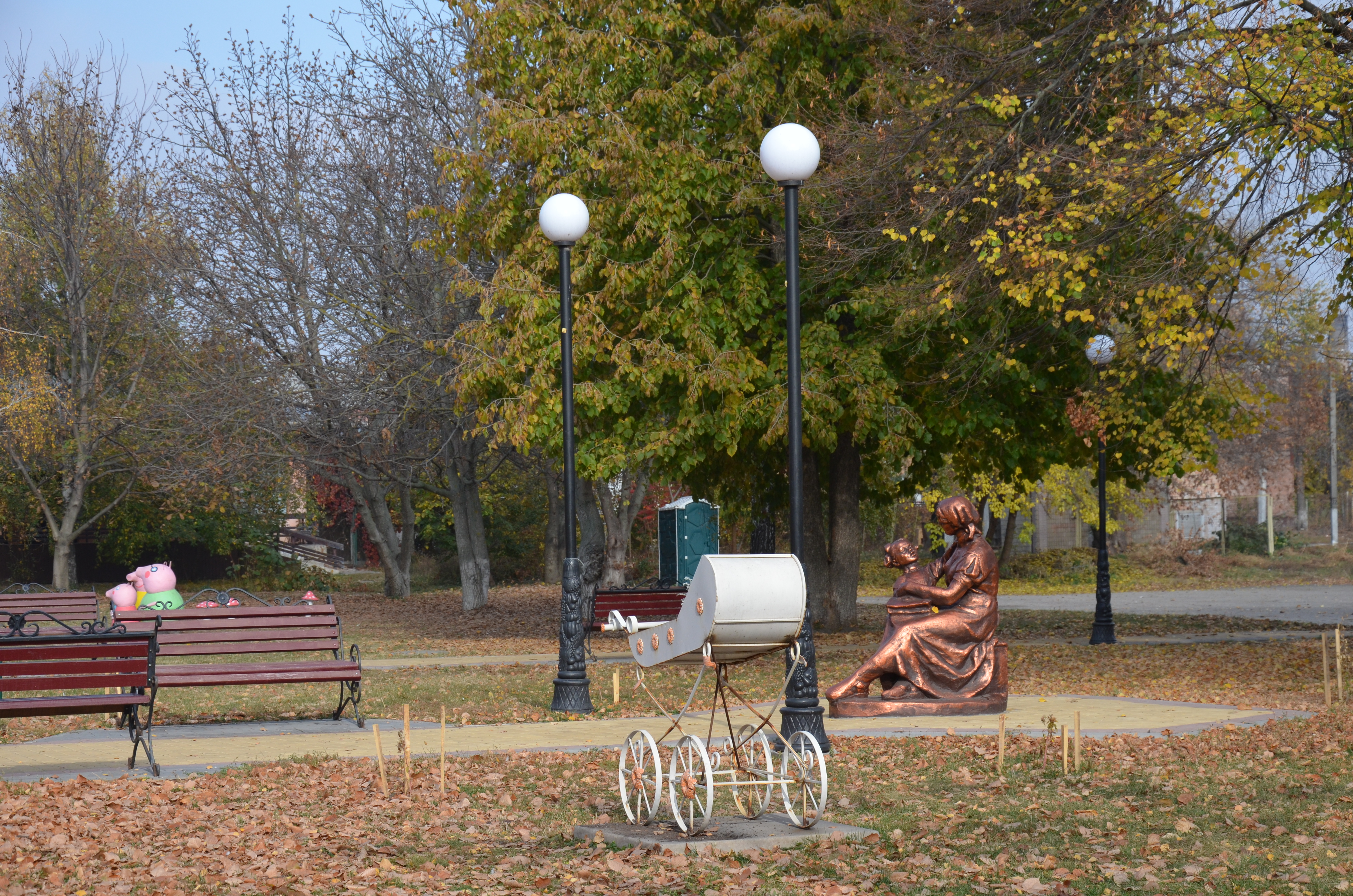
Дитячий парк, Миронівка
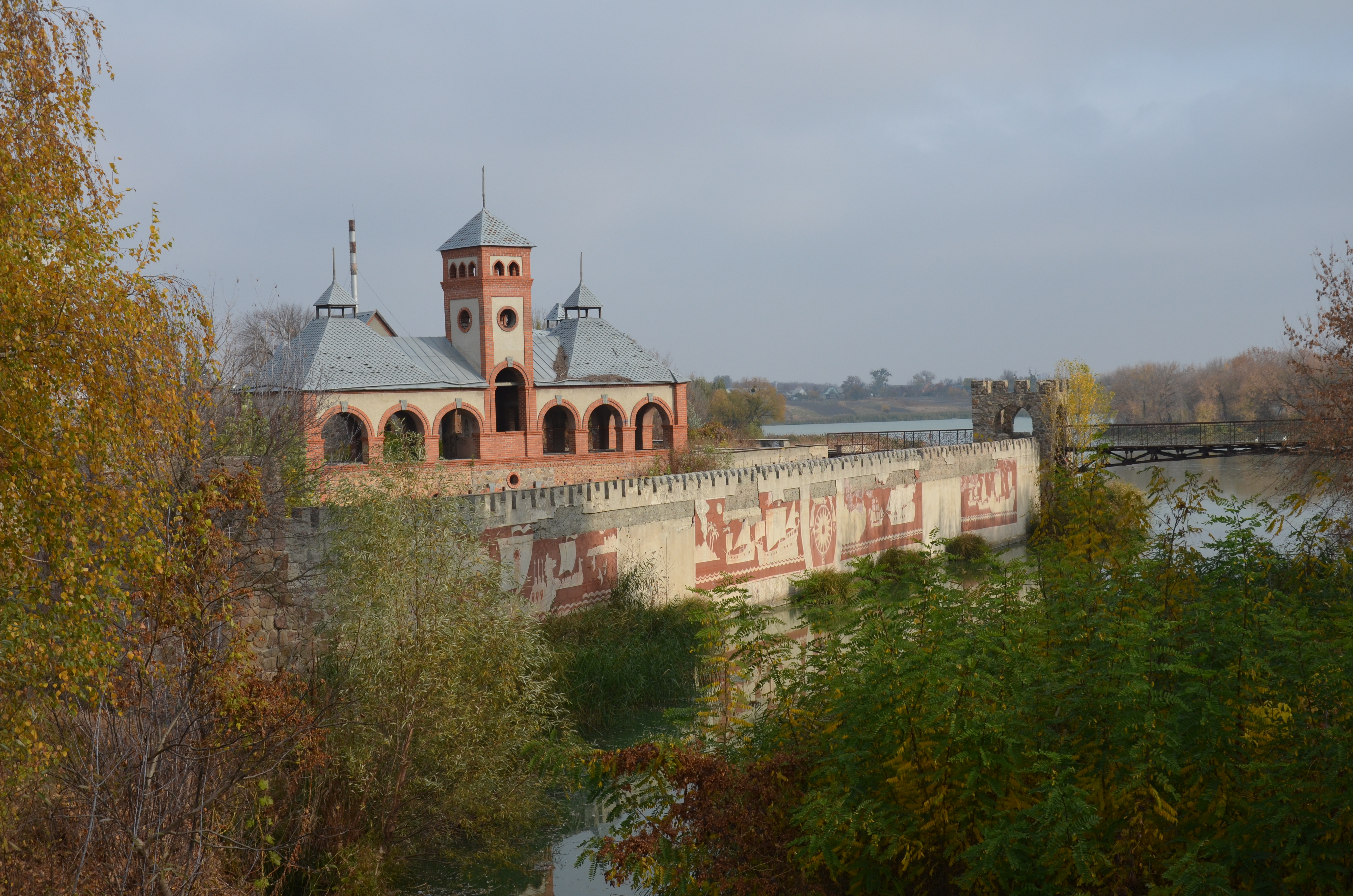
Миронівка, недобудований дитячий ігровий комплекс
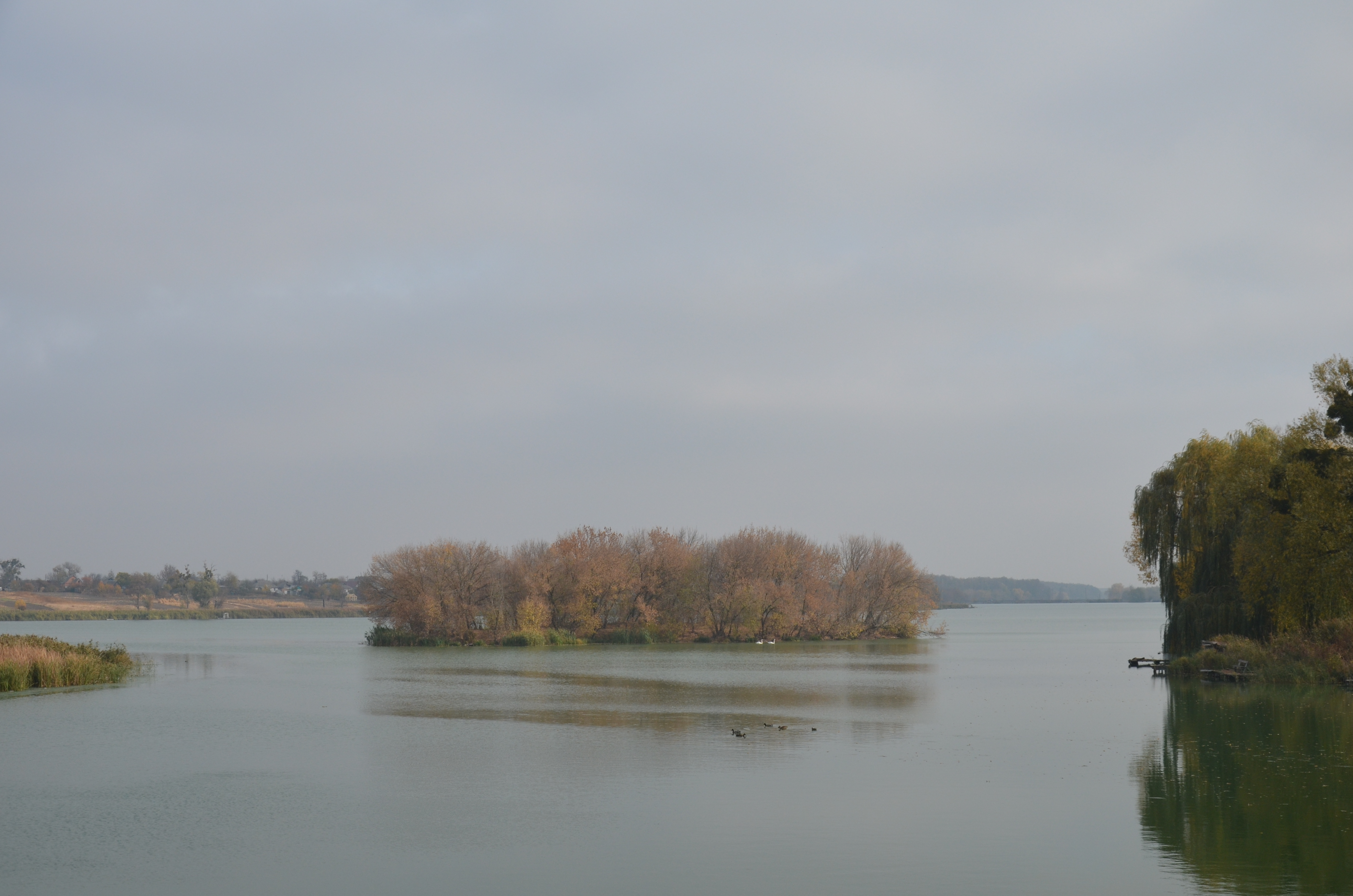
Миронівка, озеро Нижнє
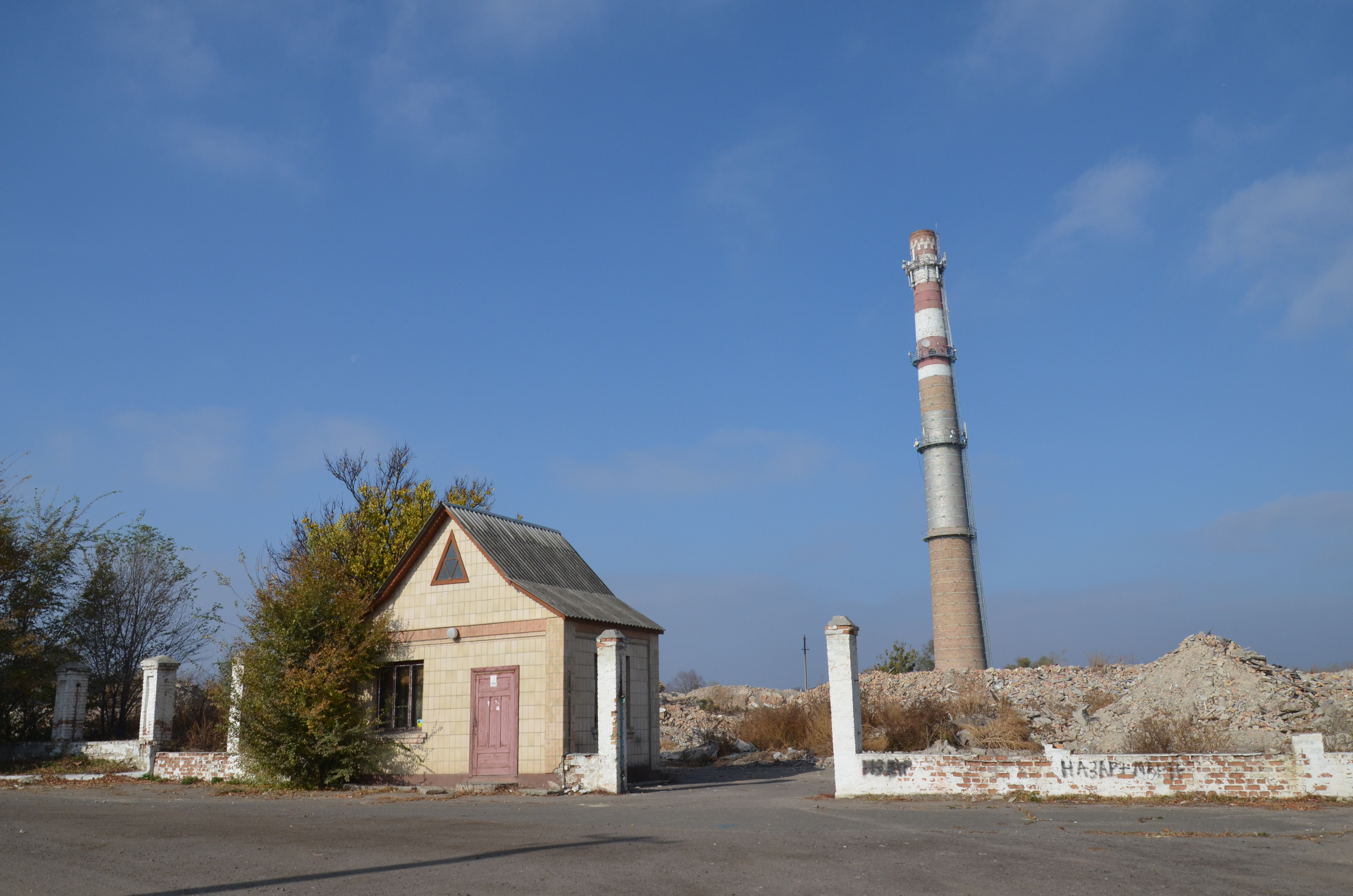
Миронівка, зруйнований цукровий завод
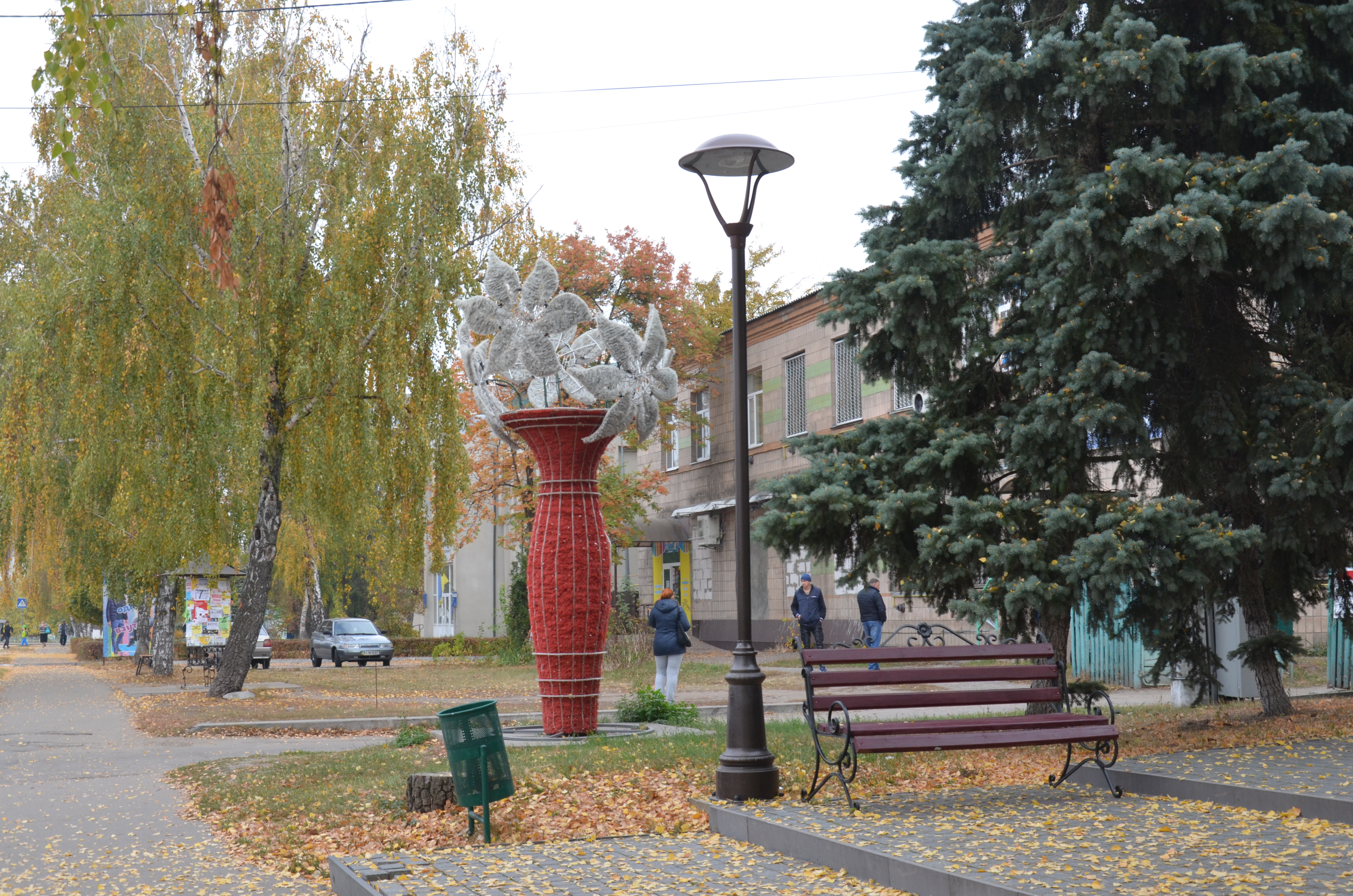
На вулицях Миронівки
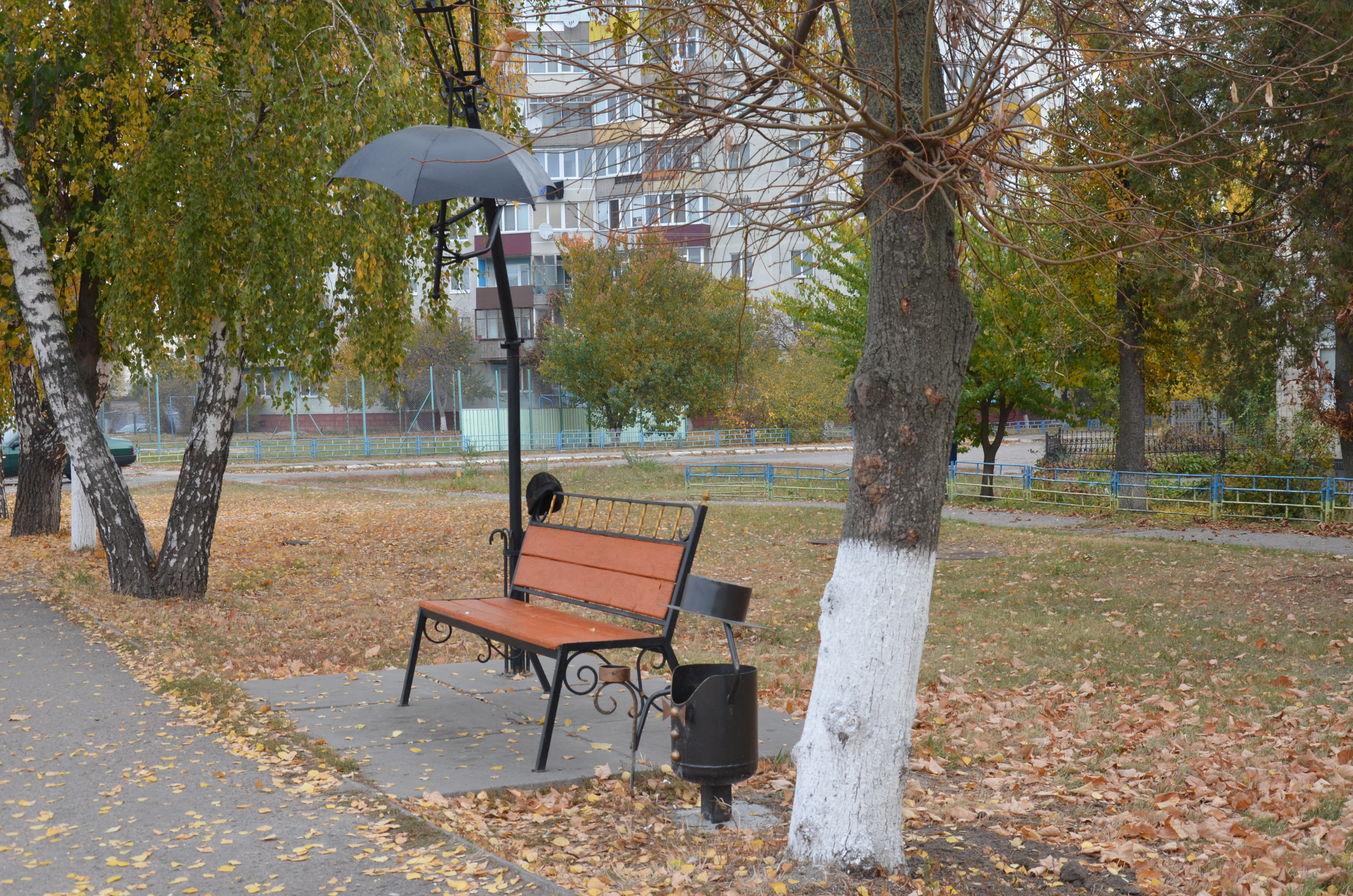
На вулицях Миронівки
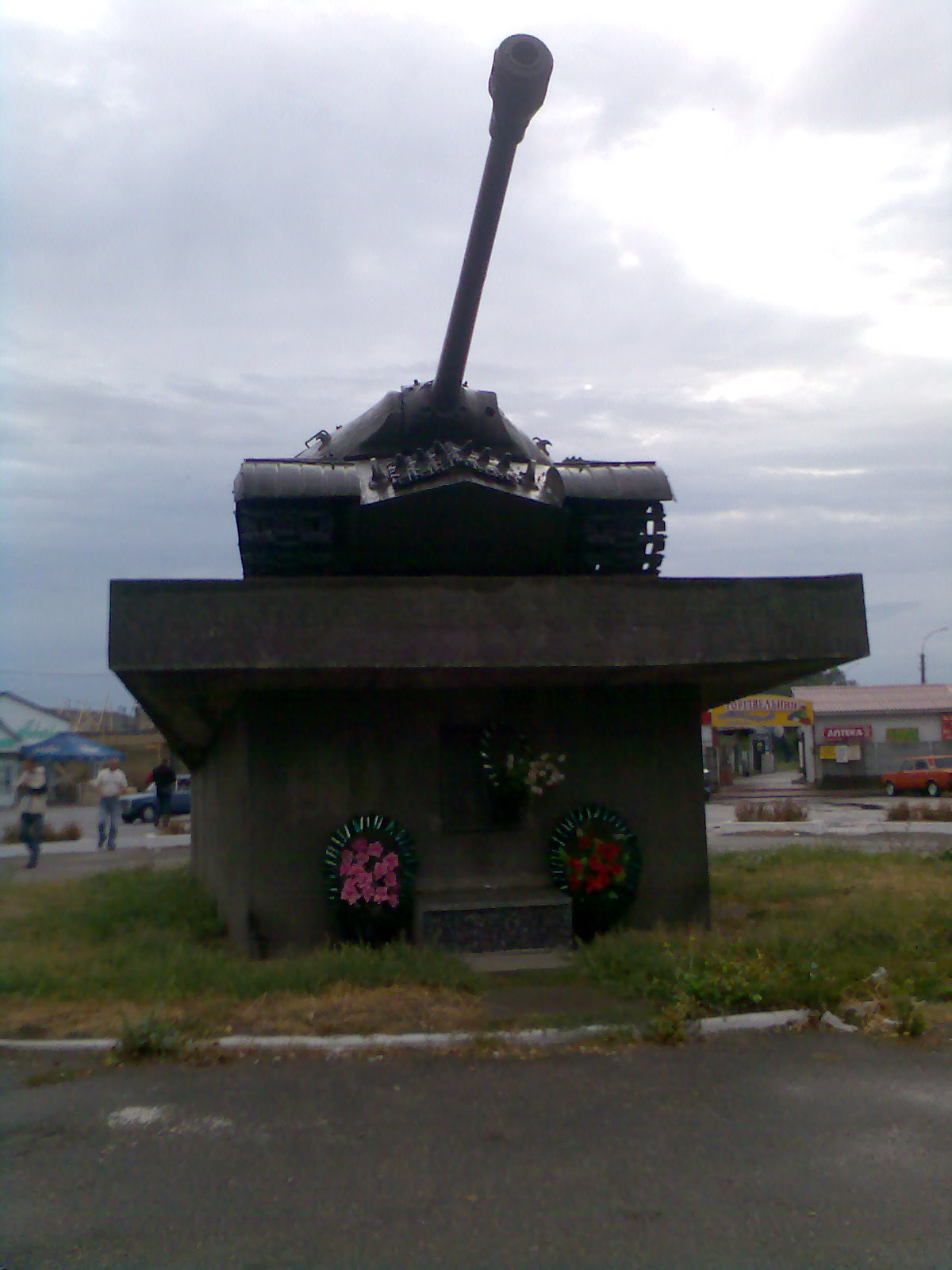
Пам'ятник визволителям Миронівки